# Riforma della Chiesa dell'XI secolo

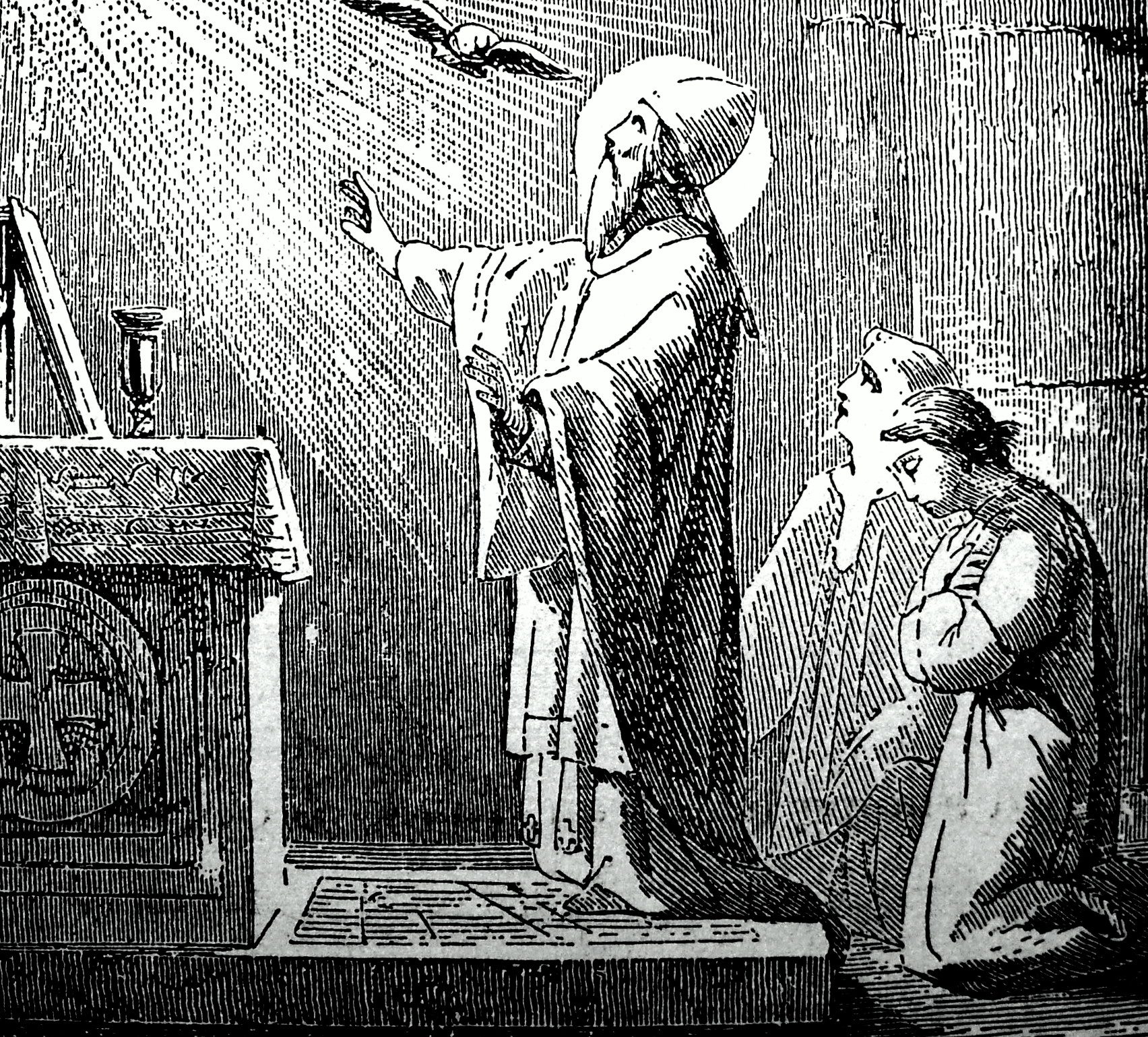
Papa Gregorio VII celebra la messa. Egli fu protagonista indiscusso della riforma che coinvolse la Chiesa latina nel corso dell'XI secolo, con la quale si tentò di ripristinare la moralità del clero e di sottrarre il governo della Chiesa a ogni autorità civile

La riforma della Chiesa dell'XI secolo fu un rinnovamento della Chiesa cattolica o, più precisamente, della Chiesa latina, attuato in Europa nel corso dell'XI secolo la cui eco si propagò nei secoli successivi. I diversi protagonisti del movimento riformatore tentarono di affrontare problemi della Chiesa ritenuti tra i più gravi, soprattutto nell'ambito dei rapporti del clero con le autorità politiche e con il resto della società. L'esito principale di questa riforma fu l'affermazione dell'autonomia ecclesiastica sul potere temporale, l'accrescimento del potere e del prestigio del papato e l'imposizione di una struttura teocratica alla cristianità medievale.
Fin dall'epoca carolingia i vescovi e gli abati erano stati impiegati nella gestione del potere pubblico, un coinvolgimento cresciuto a seguito della disgregazione dell'autorità centrale avvenuta nel corso della prima metà del X secolo. Tale situazione aveva inciso profondamente sulla moralità degli ecclesiastici, mentre il papato appariva pesantemente indebolito e succube della nobiltà romana, con fenomeni quali la simonia o il nicolaismo erano divenuti oramai consuetudinari. Come risposta, nacquero alcuni movimenti che miravano al ripristino del prestigio e dell'autonomia della Chiesa: le prime avvisaglie si ebbero nel mondo monastico con la fondazione, intorno al 909, dell'abbazia di Cluny che dette vita alla cosiddetta "riforma cluniacense".
Fondamentale per la riforma fu il sostegno dell'imperatore Enrico III il Nero. Intervenuto al concilio di Sutri del 1045, convocato in una situazione di forte crisi del papato, fece nominare come nuovo pontefice il tedesco Suidgero a cui seguirono altri papi provenienti d'Oltralpe. Con tale politica venne sottratta l'elezione papale al controllo dell'aristocrazia romana preferendo la nomina di personalità di alto valore morale appartenenti alla Reichskirche che permisero il propagarsi degli ideali riformistici. Con la morte di Enrico, l'influenza della corte tedesca sul papato venne messa in crisi, malgrado negli anni successivi si assistette a un'intensificazione del processo di riforma: venne affermato il primato della Santa Sede sui vescovi e sul clero, rivendicate le prerogative della Chiesa nei confronti delle autorità civili, combattute la simonia e il nicolaismo. Il pontificato di papa Gregorio VII, fervente sostenitore della riforma e del primato papale fu caratterizzato da uno scontro, conosciuto come "lotta per le investiture", contro il giovane Enrico IV. Per il ruolo di primo piano giocato da Gregorio VII nella riforma, questa venne conosciuta anche come riforma gregoriana, un termine spesso utilizzato, con una specie di sineddoche, per designare tutti gli interventi di questa azione riformatrice dell'XI secolo, anche al di là degli interventi specifici di Gregorio VII.
A seguito di tutto ciò, la Chiesa cattolica mutò sostanzialmente assumendo un modello monarchico gerarchicamente strutturato in modo verticistico. Dalla riforma derivò anche una nuova organizzazione del clero ancora in vigore agli inizi del XXI secolo, basata sul celibato e sulla netta separazione tra laici ed ecclesiastici. Oltre ai papi e agli imperatori, la riforma dell'XI secolo ebbe come protagonisti anche diversi teologi che fornirono le giustificazioni dottrinali al movimento e al rafforzamento della figura del pontefice.

## Premessa: il contesto prima della riforma

### Rapporti tra Impero e Chiesa tra IX e XI secolo

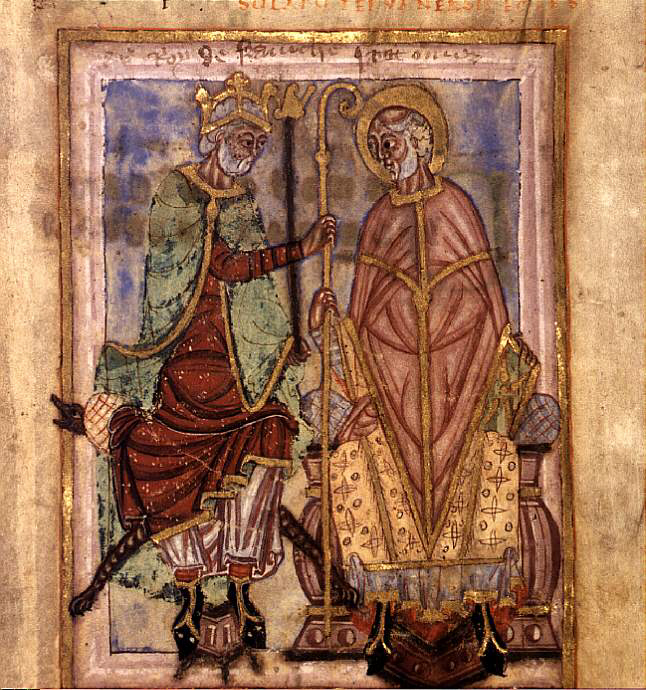
Il re franco Dagoberto I investe Audomaro come vescovo di Thérouanne. Miniatura tratta dalla Vita di saint Omer, XI secolo. Fino all'XI secolo era consuetudine che i re o l'imperatore potessero scegliere i vescovi.

Nella prima metà del IX secolo, grazie ai grandi concili riformatori promossi da Carlo Magno e dal figlio Ludovico il Pio, si erano raggiunti alcuni compromessi tra il potere laico e quello ecclesiastico in merito alle nomine del clero: al primo restava fatto divieto di nominare o destituire preti senza l'assenso del vescovo locale, ma quest'ultimo non poteva rifiutare una nomina proposta da un signore, a meno che non ravvisasse una condotta immorale o una preparazione culturale insufficiente. Sebbene le istituzioni ecclesiastiche fossero fortemente influenzate dal potere laico dei Carolingi, esse erano comunque protette dalle ingerenze dei nobili locali e poterono godere di un periodo di prosperità. Alla morte di Ludovico, l'instabilità politica conseguente alla disgregazione dell'impero carolingio mise in crisi il sistema con effetti profondamente negativi sulla Chiesa latina e sulla sua istituzione di vertice, tanto che il X secolo sarà poi conosciuto come saeculum obscurum di un papato sempre più compromesso dalle ingerenze della nobiltà romana.
All'epoca il sistema giuridico-politico dominante in Europa rimaneva il feudalesimo, che si fondava sul rapporto tra il signore (senior) e il proprio vassallo, con il primo che attribuiva un bene materiale (beneficium) al secondo, in cambio di fedeltà e aiuto (espresse attraverso l'atto di omaggio). Tuttavia i successori di Ludovico, complice la frammentazione dei loro possedimenti, non furono più in grado di mantenere il controllo dei vassalli e quindi di frenare le naturali inclinazioni all'indipendenza delle istituzioni che componevano il Regno. Inoltre si trovarono a dover affrontare chierici molto combattivi, come Incmaro di Reims, desiderosi di limitare l'influenza imperiale sulla Chiesa.
I primi decenni di regno di Ottone I di Sassonia, re di Germania dal 936 e imperatore del Sacro Romano Impero nel 962, furono contraddistinti da diverse ribellioni dei suoi feudatari, spesso membri della sua famiglia. Per fronteggiarli egli scelse di rafforzare i rapporti con la Chiesa, delegando alcuni poteri ai vescovi, conscio del fatto che non potendo questi avere eredi, tali privilegi avrebbero rappresentato una situazione solamente temporanea in quanto sarebbero ritornati alla corona al momento della morte degli ecclesiastici beneficiari. Sebbene questo sistema venisse ampiamente utilizzato in Germania, anche in Francia, Inghilterra e Spagna si crearono commistioni tra i poteri spirituale e temporale. Pertanto, in breve tempo si consolidò la consuetudine di nominare vescovi e abati da parte del re; si trattava di una pratica ampiamente accettata dalla società, in quanto il monarca non era visto come un semplice laico, ma come un signore scelto da Dio e, quindi, pienamente legittimato nell'intervenire nelle questioni della Chiesa.
Sotto Ottone I e i suoi successori della dinastia ottoniana, i vescovi della Reichskirche (letteralmente "la Chiesa imperiale") rappresentarono le fondamenta del sistema amministrativo dell'impero. La loro investitura veniva simboleggiata dalla consegna dell'anello e del bastone pastorale da parte dell'imperatore, in una cerimonia non troppo distante da quella dell'omaggio feudale; tale pratica non riguardò solamente le diocesi, ma interessò anche i monasteri reali e i grandi capitoli secolari. Nel 1024, l'avvento sul trono imperiale della dinastia salica con l'elezione di Corrado II non mutò nulla. Se da un lato questo sistema permise all'imperatore di tornare a far valere la propria autorità, dall'altro fu causa di una profonda decadenza morale all'interno della Chiesa, sia nella sua parte secolare sia in quella dei monasteri. Tra la fine del IX e l'inizio del X secolo non esistevano praticamente più monasteri ove si vivesse secondo la regola benedettina che faceva dell'esistenza votata alla spiritualità e l'abbandono delle cose terrene i suoi caratteri peculiari.

### Decadenza della Chiesa in Europa occidentale all'inizio dell'XI secolo
In un tale contesto, negli ultimi secoli del primo millennio il clero latino viveva una gravissima crisi; due erano i grandi mali che si riteneva affliggessero la Chiesa: il nicolaismo e la simonia. Molto spesso accadeva che i preti delle cappelle di campagna venissero scelti dal signore locale tra i servi che, così, trovavano nell'ordinazione un modo per affrancarsi dallo schiavismo. Senza adeguata preparazione, isolati, abbandonati a sé stessi, questi preti conducevano frequentemente una vita indegna, dedita al gioco, alla caccia e al vino, e spesso a relazioni sessuali del tutto disordinate. Talvolta erano uomini sposati, altre volte solo formalmente celibi, incorrendo in entrambi i casi nel cosiddetto nicolaismo, termine che durante l'XI secolo assunse il significato di corruzione dei costumi del clero e in particolare venne applicato a tutti coloro che si opponevano al celibato ecclesiastico.
La simonia, ovvero la pratica della compravendita delle cariche ecclesiastiche, rappresentava una consuetudine criticata fin dall'epoca merovingia da Gregorio di Tours. Il termine deriva dal nome di Simone Mago, il quale, secondo gli Atti degli Apostoli, volendo aumentare i suoi poteri, offrì a san Pietro apostolo del denaro, chiedendo di ricevere in cambio le facoltà taumaturgiche concesse dallo Spirito Santo. Tale pratica può essere direttamente connessa al modello feudale, in quanto alla nomina a un'importante carica ecclesiale corrispondeva anche l'acquisizione di poteri temporali. A tale pratica la cristianità reagirà in vari modi, dai movimenti pauperistici (come la pataria a Milano), ai papi riformatori che tenteranno di sottrarre la Chiesa al controllo del potere laico, innescando quella che sarà definita come "lotta per le investiture".

## Storia della riforma

### Le origini: la riforma monastica del X e XI secolo

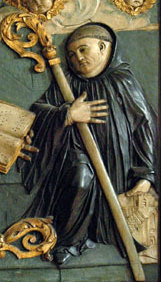
Benedetto d'Aniane: la sua interpretazione della regola benedettina fu alla base della riforma monastica

La grave situazione morale della Chiesa andò inevitabilmente a scontrarsi con gli ideali religiosi di alcuni uomini sostenitori di un cristianesimo più vicino agli ideali delle origini e lontano dalle influenze dei poteri secolari. I primi movimenti in tal senso si ebbero nei monasteri della Lotaringia e in particolare nell'abbazia di Brogne, di Gorze e in quelli della Borgogna; qui, i monaci iniziarono a vivere traendo ispirazione dal pensiero di Benedetto d'Aniane che coniugarono con la scelta di una vita maggiormente ritirata. Questi primi movimenti, tuttavia, non arrivarono a contestare direttamente la ricchezza accumulata dalla Chiesa o a perorare un cambiamento nell'ordine sociale, come invece facevano alcuni movimenti pauperistici, ma miravano a estendere a tutta la cristianità il modello monastico.
Con assidua frequenza, monaci e abati riformatori assunsero l'abitudine di spostarsi in diverse regioni fondando nuove abbazie o riformando quelle già esistenti, diffondendo così la ritrovata spiritualità praticamente in tutta Europa. Emblematico fu il caso di Gerardo di Brogne, un ricco nobile avvicinatosi all'ideale monastico, che, dopo aver fondato un'abbazia riformata, girò per tutte le Fiandre per coinvolgere altri più importanti monasteri.

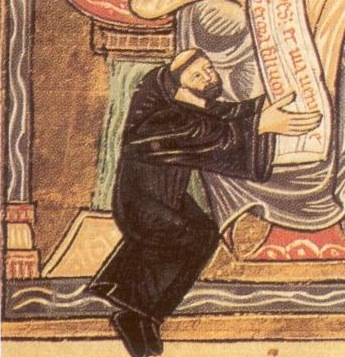
Oddone di Cluny, protagonista della riforma cluniacense

La vera protagonista della riforma monastica risultò comunque senz'altro la celebre abbazia di Cluny, fondata nel 910 (o nel 909) dal potente duca Guglielmo I di Aquitania, con l'intento di fare delle sue terre di Cluny un «venerabile asilo di preghiera con voti e suppliche» ove «si ricerchi e si brami con ogni desiderio ed intimo ardore la vita celeste». Affinché ciò si realizzasse, venne previsto che i monaci avrebbero osservato la regola di San Benedetto, ma nella rilettura fatta da Benedetto d'Aniane, in cui venivano sollevati dal lavoro manuale nei campi, considerato una distrazione al loro scopo principale che era quello di pregare. Particolare fu il suo atto di istituzione: con esso venne concessa all'abbazia un'ampia autonomia, anche sui propri beni, da qualsiasi potere temporale, assicurando che l'abate fosse eletto dai monaci e che egli dovesse obbedienza esclusivamente alla Santa Sede. In tal modo, per la prima volta, si eliminava la possibilità di un qualsiasi legame feudale su un'abbazia. Questo permise al neonato monastero di godere di un'autonomia non comune per l'epoca, considerato anche che nella regione della Borgogna, ove si trovava Cluny, anche il potere imperiale era piuttosto debole.
Tutto ciò, insieme all'elevato spessore morale e intellettuale dei primi abati (tra cui i più rilevanti furono Oddone, Maiolo e Odilone) che fecero del monastero un luogo «specializzato nella liturgia» e dove «le preghiere dei monaci avevano un rapporto privilegiato con l'aldilà», fece sì che in breve tempo la cittadina francese potesse vantare un grande prestigio, tradottosi in ingenti donazioni per mano dei potenti laici desiderosi di assicurarsi la salvezza dell'anima grazie alle orazioni dei monaci. Nel giro di un secolo dalla fondazione del centro religioso di Cluny nacque una rete di ulteriori abbazie, anch'esse dotate della stessa autonomia, rette nello specifico da un priore sottoposto all'abate della casa madre, le quali andarono a costituire la congregazione cluniacense. Questi priorati seguivano il modello originario, basato sulla spiritualità e su un recupero dei valori morali proposti dai padri della Chiesa, come la castità, tanto che spesso si parla di "riforma cluniacense" e di "monasteri riformati".
Una volta che l'ideale della riforma monastica arrivò a Roma, anche il papato ne fu coinvolto, malgrado inizialmente in maniera indiretta e piuttosto flebile; si dovrà aspettare la metà dell'XI secolo perché la Santa Sede venga pienamente investita dallo spirito riformatore. Diversamente, il mondo monastico italiano si dimostrò permeabile agli ideali cluniacensi. Tra i tanti esempi si possono citare quelli di San Romualdo, il quale dette vita alla congregazione camaldolese di stretta osservanza della regola benedettina, o quello della congregazione vallombrosana, fondata nel 1036 da Giovanni Gualberto, un monaco che aveva combattuto contro la simonia arrivando a scontrarsi per questo con il vescovo di Firenze Atto I.

### La riforma imperiale: il regno di Enrico III

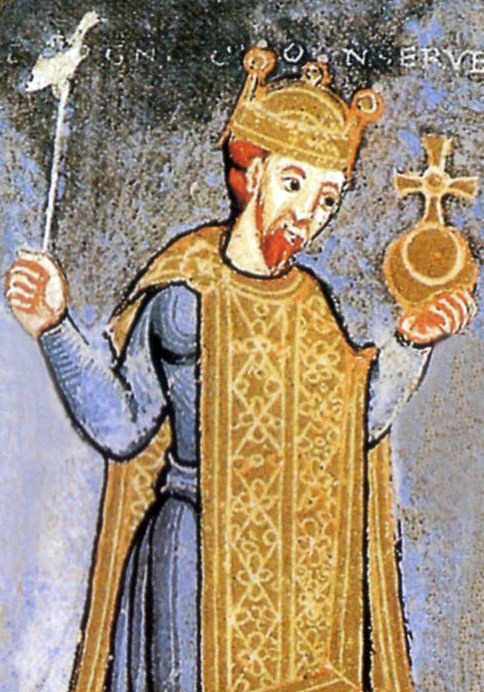
L'imperatore Enrico III di Franconia, portò nell'Impero gli ideali della riforma

Accanto ai riformatori del mondo monastico, anche nella società secolare si videro alcuni piccoli tentativi di cambiamento. Già nel X secolo, vescovi come Attone di Vercelli, Raterio di Verona o Alberico di Como erano stati protagonisti di iniziative riformistiche, ma solo il sostanziale miglioramento delle condizioni economiche, cominciato dopo il Mille, fece emergere un nuovo spirito di iniziativa da parte dei laici. La loro reazione all'immoralità del clero e alla concentrazione di grandi ricchezze nelle abbazie e nei vescovadi si espresse talora in modo violento, come nel caso della pataria milanese. Tuttavia, questi sforzi ebbero il limite di essere isolati e senza costanza: mancava infatti una forza centralizzata che desse coordinamento e continuità a questi tentativi frammentari, avviando un movimento di riforma su vasta scala.
Ciò poté avvenire quando salì sul trono di Germania Enrico III il Nero, considerato uno dei più grandi imperatori tedeschi. Con lui il sistema di rapporti tra la Chiesa e l'Impero iniziò a mutare, venendo a configurarsi un sistema quasi teocratico, dove il sovrano era investito della guida sia della società civile che di quella religiosa, in quanto considerato scelto e unto da Dio, quindi suo rappresentante sulla Terra.
Riconoscendo appieno la funzione sacra del suo ruolo, Enrico III si circondò di consiglieri appartenenti al mondo ecclesiastico e grandi promotori della riforma nata nei monasteri; tra questi Odilone di Cluny, Riccardo di Saint-Vanne e Brunone di Toul, futuro papa Leone IX. Grazie a questa cerchia di riformatori, Enrico si dimostrò molto sensibile ai temi del movimento e incoraggiò in particolare lo spirito cluniacense, sicuramente anche per via del suo secondo matrimonio con Agnese di Poitou, discendente di quel Guglielmo che aveva fondato l'ordine. Così, nella sua azione di re si comportò secondo i nuovi ideali: si dimostrò tollerante verso i suoi nemici, proclamò più volte la tregua di Dio, combatté il nicolaismo cercando di imporre l'obbligo del celibato ai membri del clero, concesse ampie autonomie ai monasteri arrivando talvolta perfino ad attribuirgli il diritto di scegliersi autonomamente il proprio abate.
Tuttavia, Enrico non rinunciò alla sua prerogativa consuetudinaria di investire vescovi e abati di sua scelta, conferendogli personalmente bastone pastorale e anello vescovile, senza peraltro suscitare particolare opposizioni, perlomeno nella Chiesa secolare, mentre negli ambienti monastici si sollevarono alcune critiche. Il potere di investitura fu uno dei capisaldi della politica di Enrico: una volta consolidato il suo peso in Germania, per rafforzare la propria autorità in Italia procedette a nominare moltissimi ecclesiastici tedeschi a lui fedeli a capo delle diocesi sparse per tutta la penisola.

### Crisi del papato e intervento di Enrico III a Sutri

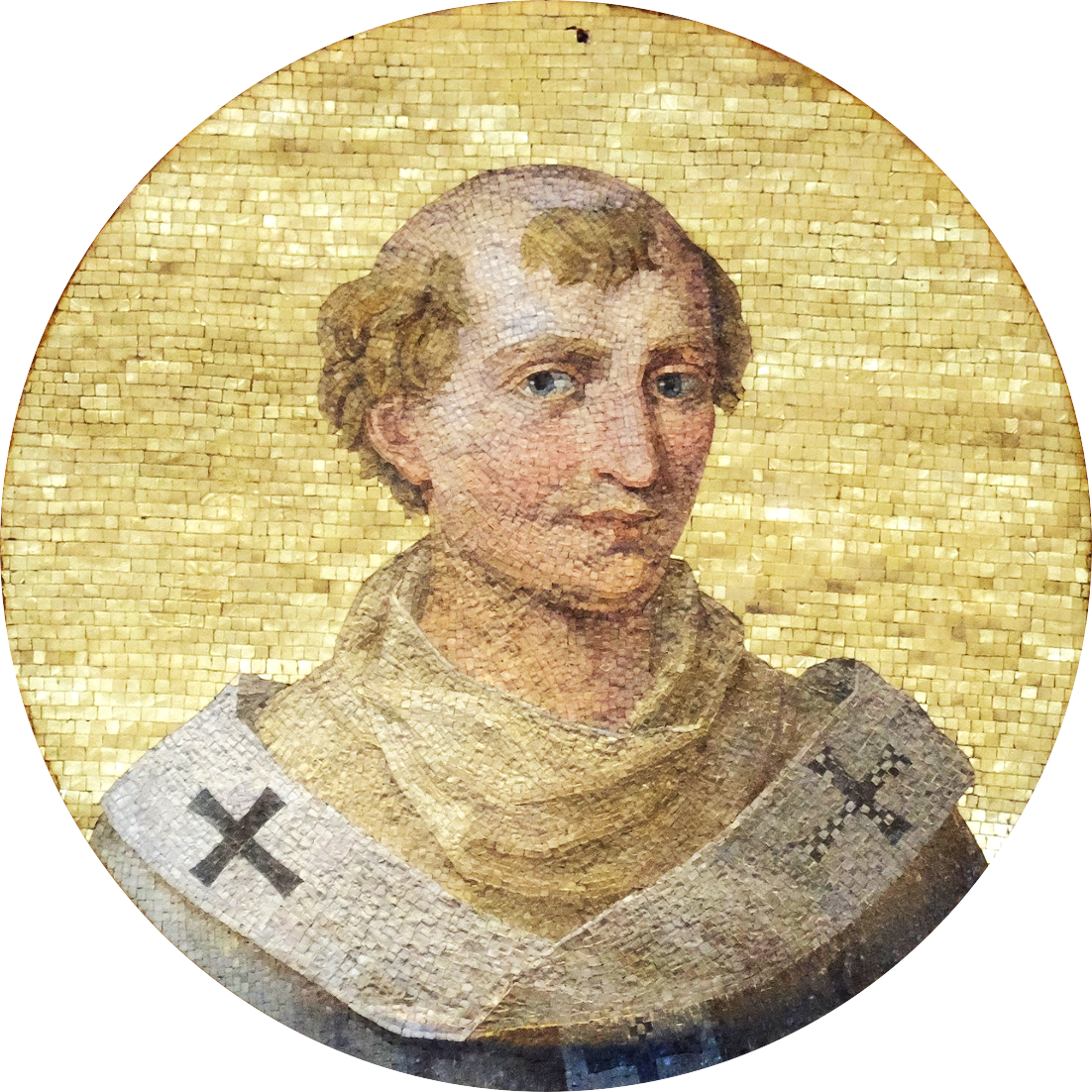
Papa Benedetto IX

Nel frattempo, a Roma, una situazione di grave crisi sconvolgeva un papato sempre più in balia delle famiglie aristocratiche romane, tanto che si arrivò ad avere ben tre papi che si contendevano il Santo Soglio. Nel 1033 era salito al trono pontificio, con il nome di papa Benedetto IX, il nobile Teofilatto III della potente famiglia romana dei conti di Tuscolo. Circa 10 anni più tardi, tra la fine del 1044 e l'inizio del 1045, Benedetto si trovò ad affrontare una rivolta popolare che lo costrinse alla fuga e a trovare rifugio nella rocca tuscolana di Monte Cavo. Le cause della rivolta probabilmente possono essere addebitate allo scontro tra le fazioni tuscolane e quelle anti-tuscolane guidate dai Crescenzi, con questi ultimi che imposero come nuovo papa il vescovo di Sabina, Giovanni Crescenzi Ottaviani, eletto ufficialmente il 13 gennaio 1045 e consacrato sette giorni dopo col nome di Silvestro III.
Il pontificato di Silvestro III durò assai poco: i fratelli di Benedetto IX, Gregorio e Pietro di Tuscolo, con l'accordo dei Crescenzi e l'unanime consenso dei cittadini di Roma, lo espulsero il 10 febbraio 1045 e rimisero Benedetto al suo posto. Pure il secondo pontificato di Benedetto IX non ebbe vita lunga: forse spinto dai suoi consiglieri che contavano di mettere a tacere il malcontento che il suo comportamento dissoluto attirava sull'intera Chiesa, il papa decise di vendere il 1º maggio la dignità pontificia al presbitero e suo padrino Giovanni dei Graziani, poi eletto col nome di Gregorio VI il 5 maggio 1045.
Graziano aveva fama di uomo pio e la sua elezione venne accolta con favore, tanto che il teologo Pier Damiani, probabilmente ignorando com'egli avesse ottenuto il papato, lo salutò dicendo di lui che «[...] finalmente la colomba era tornata all'arca con il ramo d'ulivo», asserendo che grazie alla sua elezione finalmente era stato inferto un duro colpo alla simonia. A dimostrazione di questa sua buona fede, Gregorio nominò come cappellano personale Ildebrando di Soana, un giovane monaco già famoso per la sua ferrea volontà riformatrice. Tuttavia il fatto che aveva acquistato la dignità pontificale, forse un atto ritenuto necessario per liberarsi dell'indegno Benedetto IX, aveva fin da subito compromesso il suo prestigio.

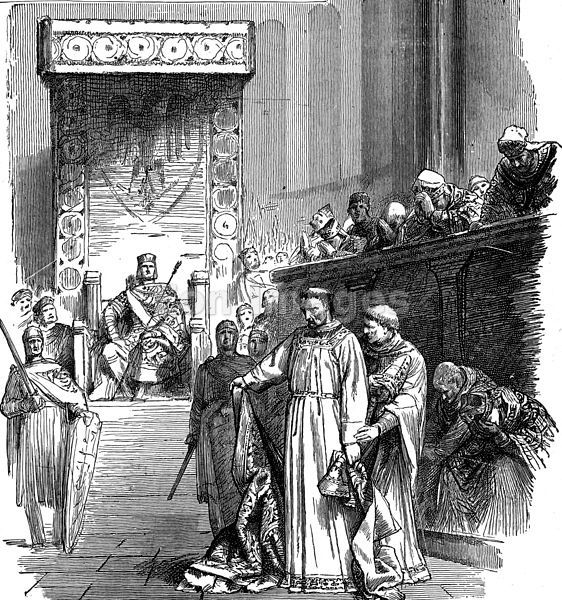
Gregorio VI rinuncia al papato davanti all'imperatore Enrico III durante il concilio di Sutri

Tale situazione risultò inaccettabile per il re di Germania Enrico III, desideroso di porre in atto una severa riforma della Chiesa e, nel contempo, di essere incoronato imperatore da un papa legittimo. Così approfittò della situazione per scendere in Italia dove riunì, nell'autunno del 1046, un concilio a Sutri, invitando i tre papi a rispondere dell'accusa di simonia. Benedetto non si presentò al Concilio, come pure Silvestro III che già da tempo si era ritirato dalla vita pubblica, mentre Gregorio VI presenziò all'assemblea dove ammise le sue colpe e venne deposto. Al posto di Benedetto IX, nel frattempo tornato a rivendicare i suoi diritti sul Soglio pontificio, subentrò come nuova guida ecclesiastica suprema il vescovo di Bamberga Suidgero, che prese il nome di Clemente II; il giorno di Natale seguente Enrico poté essere incoronato legittimamente imperatore del Sacro Romano Impero.
L'intervento di Enrico a Sutri trovò vari consensi all'interno del movimento riformatore della Chiesa, in quanto era stata mossa l'accusa a Gregorio VI di non aver fatto abbastanza per la riforma e di essersi macchiato egli stesso di simonia. Tuttavia si erano levate delle voci contrarie, come quella del vescovo Wazone di Liegi, le quali ritenevano che non spettasse a un re il potere di deporre un papa, anche se simoniaco. In ogni caso, oltre che imperatore, Enrico si era fatto anche nominare patrizio romano, una carica che gli consentiva di influire direttamente sulle future elezioni del pontefice romano. Comunque sia, la scelta di Enrico di interessarsi personalmente degli affari della Chiesa di Roma fu l'occasione perché la riforma uscisse definitivamente dall'ambiente monastico per riversarsi sul papato, e da lì in tutta la società cristiana d'Europa.

### La riforma sotto i papi tedeschi (1046-1057)

#### Dopo il concilio di Sutri
Dopo l'intervento di Enrico III e l'abdicazione di Gregorio VI, ognuno dei quattro papi che si succedette dal 1046 fu di nazionalità tedesca, scelto direttamente dall'imperatore ed estraneo agli ambienti romani. Tutti precedentemente vescovi della Reichskirche, in pochi anni contribuirono a mutare la situazione. L'importante ruolo svolto dai vescovi tedeschi in Germania, aveva comportato che coloro che venivano investiti di tale carica fossero generalmente persone di alto valore morale in grado di garantire fedeltà: ciò ebbe positive ripercussioni anche a Roma, dove terminò la nomina di pontefici indegni, eletti solo a seguito dei giochi di potere dell'aristocrazia locale. I nomi scelti dai nuovi papi tedeschi furono particolarmente inconsueti, in quanto si ispirarono ai pontefici delle origini come segno del recupero della realtà ecclesiale primitiva. Clemente II, Damaso II, Leone IX, Vittore II, anche se non riuscirono ad arrivare a un'azione concreta di riforma, per via dei loro brevi pontificati, spinsero la Chiesa verso la purezza primitiva del cristianesimo.
Clemente II intraprese iniziative contro la simonia ma, facendo ritorno a Roma dopo aver accompagnato l'imperatore in Sicilia, contrasse la malaria (o probabilmente fu avvelenato) e morì il 9 agosto 1048. Gli succedette il vescovo di Bressanone con il nome di Damaso II, il cui pontificato durò soltanto 23 giorni. Più concreta poté essere l'azione di Brunone di Tull. In passato consigliere di Enrico III, uomo di alte qualità, divenne papa con il nome di Leone IX, regnando per cinque anni durante i quali avvenne una svolta decisiva nella storia del papato. Egli, pur essendo stato designato dall'Imperatore, decise di sottoporre la sua nomina al popolo e al clero romano, come previsto dal diritto canonico, presentandosi a loro in abiti da pellegrino. A differenza dei due suoi predecessori, Leone IX fu il primo papa che ebbe il tempo di mettere in pratica la nuova ventata di idee innovative, tanto che parte della storiografia tradizionale spesso indica nel suo pontificato il vero inizio della riforma.

#### Il pontificato di Leone IX

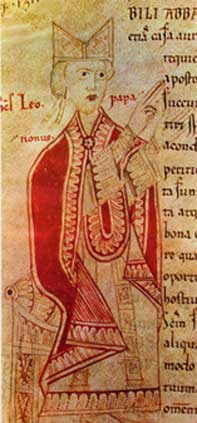
Con papa Leone IX, di origine tedesca, la riforma iniziò a imporsi sulla cristianità europea

Leone IX si circondò di un gruppo di validi collaboratori ed è in questo momento, probabilmente, che il collegio dei cardinali passò dall'essere semplicemente l'assemblea dei parroci e dei diaconi della città di Roma al ricoprire la funzione di "gran consiglio" del papa con incarichi di rilievo. Tra questi si annoveravano personalità del calibro di Alinardo, Umberto di Silva Candida (giurista e storico grazie al quale ci sono giunte molte notizie del periodo), Federico Gozzelon, fratello di Goffredo il Barbuto e futuro papa Stefano IX, Ildebrando di Soana, quest'ultimo già segretario di Gregorio VI e futuro Gregorio VII. L'aver messo forti personalità sostenitrici della riforma gli permise di incidere maggiormente nella riorganizzazione complessiva della Chiesa. Tutti questi teologi contribuirono inoltre nel fornire giustificazioni dottrinali al rafforzamento della figura del pontefice, arrivando ad attribuirgli l'esclusivo potere di nominare e deporre le alte cariche ecclesiastiche; uno degli aspetti considerati fondamentali per la causa riformista. In particolare, Pier Damiani si spese a favore del primato papale affermando il diritto del romano pontefice di legiferare in quanto successore di San Pietro e che nessuno poteva contraddire od opporsi a tali leggi e chi lo avesse fatto sarebbe dovuto ritenersi eretico, in quanto «haereticus est qui cum Romana ecclesia non concordat».
Durante il suo pontificato, Leone non risiedette a Roma, ma viaggiò instancabilmente tra l'Italia, la Francia e la Germania, sull'esempio dei sovrani secolari della sua epoca. Dal 1050 scese in Italia meridionale, attraversando le Alpi e indicendo sinodi di vescovi. Tra quelli più importanti presieduti da Leone si ricordano quelli del 1049 e del 1050 in cui venne ribadito il divieto per i presbiteri di congiungersi con le proprie mogli o concubine. Si andò così a incidere sullo stile di vita dei consacrati differenziandolo da quello della popolazione laica e avvicinandolo a quello dei monaci.

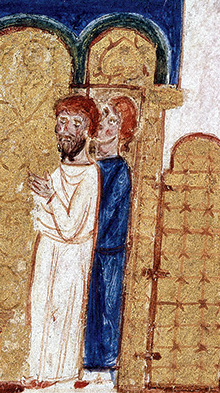
Il cardinale Umberto di Silva Candida fervente sostenitore della riforma e consigliere di papa Leone IX

Fu così che gli ideali della riforma iniziarono a imporsi influenzando tutto il mondo cristiano. C'è però da rilevare una grande differenza tra la riforma monastica e quella dalla Chiesa secolare: se la prima aveva come obiettivo un rinnovamento della vita dei monaci secondo le rigide regole di Benedetto d'Aniane, per la seconda si mirava a un ritorno della Chiesa delle origini, intesa come quella che traspariva dalle lettere di papa Gregorio I (VII secolo) e dalle antiche raccolte di diritto canonico, grazie a una rivalorizzazione della vita consacrata. La finalità essenziale restava però comune: tendere alla realizzazione del Regno dei cieli.
Quando la riforma arrivò a coinvolgere anche la Chiesa secolare, e in particolar modo i canonici, anche la grande maggioranza dei laici poté venire a contatto con lo spirito di rinnovamento. Con il sinodo lateranense del 1059 si dispose, seguendo le indicazioni formulate da Crodegango di Metz, che i canonici delle cattedrali dovessero fare vita in comune, come già previsto dal Concilio di Aquisgrana dell'816, e inoltre ad essi venne proibito di avere proprietà private, dando origine agli ordini dei canonici regolari organizzati secondo la regola di sant'Agostino. Uno dei metodi più utilizzati per diffondere la riforma a tutti i livelli della Chiesa fu quello di porre a capo delle diocesi monaci particolarmente sensibili ed esperti del nuovo movimento, creando così una contaminazione tra cenobiti e clero secolare.
Il pontificato di Leone IX è ricordato anche perché andò a consumarsi la parte finale di un processo, già iniziato da secoli, di allontanamento della Chiesa cattolica dalla Chiesa ortodossa orientale di Costantinopoli, noto come "grande scisma". Nel 1054 al vescovo cardinale Umberto di Silva Candida, per via della sua profonda conoscenza della lingua greca e delle controversie tra Chiesa latina e Chiesa greca, venne affidato l'incarico di guidare una legazione pontificia a Costantinopoli per discutere circa alcune divergenze teologiche. Non riuscendo a trovare alcun punto di coesione, Umberto lanciò la scomunica al patriarca Michele I Cerulario e quest'ultimo, a sua volta, rispose con un proprio anatema che scomunicò i legati pontifici. A seguito di ciò le due Chiese presero strade diverse: la Chiesa ortodossa non accetterà mai il primato papale e il celibato per il proprio clero.
I Normanni, che si erano insediati gradualmente in Italia meridionale nel corso del XI secolo, destavano da tempo preoccupazione per via della loro velocità di conquista e della minaccia che rappresentavano per la stabilità nella regione. Convintosi a contrastarli, papa Leone IX organizzò una grande coalizione coinvolgendo anche l'imperatore bizantino, ma gli eserciti non riuscirono mai a raggiungersi perché intercettati dai guerrieri normanni. Il 18 giugno del 1053, l'esercito papale riportò una grave sconfitta nella battaglia di Civitate, culminata con la cattura dello stesso pontefice. Dopo sei mesi, Leone venne liberato ma, colpito duramente e sfibrato dalla guerra, morì il 19 aprile 1054 a Roma. A lui succedette Gebhard di Eichstätt con il nome di papa Vittore II, il quale si impegnò intensamente nella riforma che ancora aveva caratteri quasi esclusivamente morali. Mantenuti gli stessi collaboratori del suo predecessore, indisse fin da subito sinodi in Francia e in Italia. La sua azione venne, tuttavia, condizionata dalla morte dell'imperatore Enrico III (5 ottobre 1056), il quale lasciò la moglie Agnese di Poitou reggente e il figlioletto (il futuro Enrico IV) ancora minorenne.

### La riforma sotto i tre papi tosco-lorenesi (1057-1073)

#### Rapporti tra Chiesa e Impero durante la reggenza di Agnese

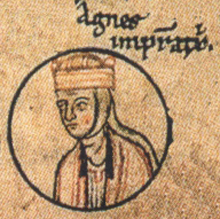
Agnese di Poitou, reggente dell'Impero dopo la morte del marito Enrico III sulla Chronica sancti Pantaleonis.

Agnese si rivelò una regnante insicura e incapace di preservare l'autorità imperiale, mettendo così in crisi il sistema costruito dal marito di alleanza tra impero e Chiesa, costringendo quest'ultima a ricercare altrove il sostegno militare di cui non poteva fare a meno. Così, alla morte di Vittore II, avvenuta per malaria il 23 giugno 1057, terminò il periodo della riforma attuata dai papi tedeschi grazie all'intensa partecipazione imperiale, aprendo di fatto un periodo di instabilità e di conflittualità.
Infatti, i cardinali riformatori e collaboratori del defunto papa, ponendosi il problema di un eventuale ritorno dei Tuscolani al potere, trovarono l'appoggio militare nell'esercito del margravio di Toscana e duca di Lorena Goffredo il Barbuto; in cambio della sua protezione, salì alla massima carica papa Federico di Lorena, fratello dello stesso Goffredo, con il nome di Stefano IX. Questa fu la prima elezione papale dal 1046 avvenuta senza la partecipazione o l'assenso dell'Imperatore e, rispetto ai suoi immediati predecessori, Stefano non era stato precedentemente un vescovo della Chiesa imperiale. Il nuovo papa e i suoi successori, Niccolò II (eletto nel 1058) e Alessandro II (eletto nel 1061), furono tutti papi tosco-lorenesi che trovarono nella casata di Lotaringia e nella potente famiglia dei Canossa l'appoggio necessario per affermare la propria autorità e per accelerare il processo di riforma della Chiesa, affrancandosi, nello stesso tempo, dalle ingerenze imperiali.

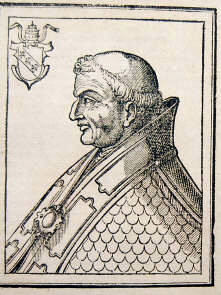
Papa Stefano IX

Stefano IX, che si era formato alla scuola di Leone IX, rafforzò il gruppo dei propri collaboratori, scegliendo tra di loro anche alcuni monaci, tra cui il priore del monastero di Fonte Avellana Pier Damiani, che nominò cardinale di Ostia, valorizzando così la riforma monastica già avviata in Italia centrale e assumendone i suoi valori. Il pontificato di Stefano IX non durò molto e non fu particolarmente determinante; il papa lorenese morì già nel 1058. Prevedendo la sua imminente scomparsa, Stefano aveva fatto giurare al popolo e alla nobiltà dell'Urbe che non avrebbero eletto il suo successore prima che Ildebrando da Soana fosse rientrato a Roma.
In questa situazione di attesa, i Tuscolani intervennero con una sommossa, eleggendo Giovanni di Velletri con il nome di Benedetto X. Gli altri cardinali non riconobbero questa elezione e, a loro volta, parteggiarono per Gerardo di Firenze, originario della Borgogna, che divenne papa con il nome di Niccolò II. Accompagnato da Goffredo di Lorena, questi si diresse verso Roma, scomunicò l'antipapa Benedetto e fu intronizzato il 24 gennaio 1059.

#### Il pontificato di Niccolò II

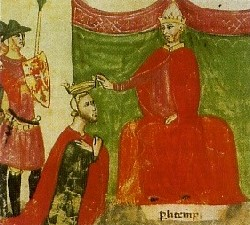
Papa Niccolò II incorona Roberto il Guiscardo

Con Niccolò II si delineò una nuova fase della riforma che iniziò a riguardare sempre maggiormente la struttura ecclesiastica: egli diede vita, infatti, a una riforma non soltanto morale, ma anche istituzionale. Niccolò, quindi, non colpì soltanto gli atti di simonia e di nicolaismo, ma si sforzò di identificare le cause e le radici di questi abusi, riconoscendoli nella concessione da parte dei laici dell'investitura delle maggiori cariche ecclesiastiche. In base ai consigli di Umberto di Silva Candida, secondo il quale non sarebbe mai stato possibile riformare la Chiesa finché l'investitura del potere episcopale non fosse stato portata esclusivamente in mano del papa, si iniziò a rivendicare la "libertà della Chiesa" e il diritto esclusivo in capo al pontefice di conferire le cariche, liberandosi del consuetudinario potere giuridico dei laici: cominciava così a delinearsi la cosiddetta lotta per le investiture.
Nel settembre 1059 Niccolò II indisse un sinodo romano in cui fu promulgata, con la collaborazione di Umberto di Silva Candida, Ildebrando di Soana e Pier Damiani, la bolla pontificia In nomine Domini (conosciuta anche come Decretum in electione papae) che, convalidando la sua stessa elezione alla sede romana, imponeva la procedura da seguire per l'elezione dei suoi successori. Si scindeva così l'elezione del papa da ogni legame (che non fosse soltanto formale, come l'applauso di conferma) con il popolo romano e con l'imperatore stesso, riservandola esclusivamente ai cardinali. In poco più di un decennio, dunque, cambiava radicalmente il sistema di elezione del papa: nel 1046, l'imperatore Enrico III, dopo aver deposto tutti i contendenti al papato, aveva di fatto posto l'elezione sotto la volontà dell'Imperatore, sottraendola al controllo delle famiglie nobili romane e dallo stesso clero di Roma; nel 1059 dalla nomina veniva esautorata anche l'autorità dell'Imperatore. Al sinodo Niccolò II impose anche il divieto per i fedeli di partecipare alle liturgie officiate da chierici concubinari, Pier Damiani affermò nell'occasione il suo impegno affinché «nessuno ascoltasse la messa da un presbitero, nessuno il Vangelo da un diacono, nessuno infine l'epistola da un suddiacono dei quali sappia che si mescolano con le donne».
Niccolò II si rese conto della portata rivoluzionaria di questa sua decisione e cercò di assicurarsi una forza politico-militare capace di farla rispettare. Un valido alleato venne trovato nel popolo normanno. Messosi in viaggio verso l'Italia meridionale nel settembre del 1059, questi stipulò con Roberto il Guiscardo e Riccardo I di Aversa il trattato di Melfi, ai sensi del quale, in una logica tipicamente feudale, i Normanni avrebbero offerto al papa l'omaggio di sottomissione e il giuramento di fedeltà, riconoscendosi suoi sudditi, mentre la Chiesa romana, nella figura del papa, gli concedeva l'investitura su tutti i territori da loro conquistati, i quali erano però rivendicati dall'impero fin dai tempi di Ottone II di Sassonia. In tal modo i Normanni non erano più considerati invasori stranieri della penisola italiana, ma ricevettero il diritto di governare in cambio di protezione militare al papa. Con una sola mossa papa Niccolò II aveva conquistato la sovranità feudale su gran parte dell'Italia ma, allo stesso tempo, aveva violato il diritto imperiale di Enrico IV dando così inizio a un periodo di rapporti tesi e difficili con la corte imperiale.
Un sinodo lateranense tenutosi nell'aprile del 1061 precisò alcuni aspetti teologici riguardanti la simonia e in particolare il problema della validità dei sacramenti impartiti dal clero simoniaco, come quello dell'ordinazione sacerdotale. In tale occasione si confrontarono due diverse posizioni: quella di Pier Damiani, secondo la quale il vero artefice del sacramento è Cristo e non chi lo amministrava, essendo quest'ultimo un mero strumento dello Spirito Santo, e dunque la validità del sacramento non prescindeva dalle qualità morali di chi lo impartiva; e quella più intransigente proposta da Umberto da Silva Candida, dichiarata nella sua opera Adversus Simoniacos (1057-1060), secondo la quale i sacramenti impartiti dai simoniaci non potevano considerarsi validi in quanto eretici, e dunque nemmeno le ordinazioni. Dal punto di vista teologico egli affermava che lo Spirito Santo non era presente nei simoniaci e quindi essi non potevano trasmetterlo ad altri. La radicale tesi di Silva Candida aveva inizialmente trovato sostenitori nei patarini lombardi e nei vallombrosani, ma al sinodo venne superata dalla visione più moderata di Pier Damiani che venne, almeno parzialmente, accolta. Così si decise che le ordinazioni fino ad allora conferite fossero valide, indipendentemente da chi le aveva amministrate, ma quelle future provenienti da simoniaci sarebbero state dichiarate nulle.

#### La diffusione della riforma sotto papa Alessandro II

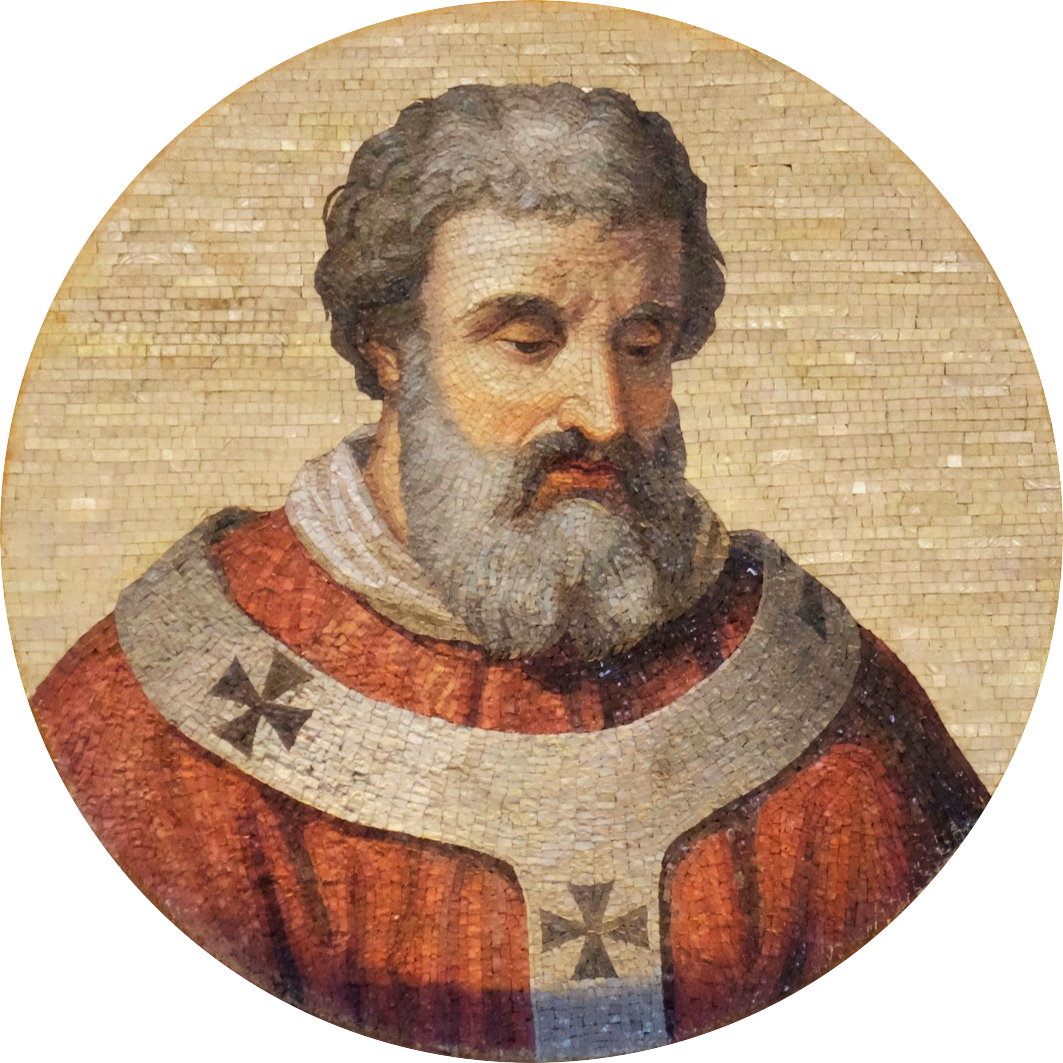
Papa Alessandro II

Alla morte di Niccolò II, il gruppo dei cardinali riformatori, tra i quali Umberto di Silva Candida e Ildebrando di Soana, procedette all'elezione di Anselmo di Lucca, originario di Milano, il quale fu insediato nel 1061 con il nome di Alessandro II con le modalità espresse nel Decretum in electione papae emanato dal predecessore, ovvero senza intraprendere alcuna azione di coinvolgimento della corte imperiale che non poté né ratificare l'elezione né tantomeno proporre un nome. Si deve però rilevare che la scelta di un papa che era vescovo di Lucca, una diocesi legata all'impero, doveva intendersi come un tentativo di distensione con la corte tedesca dopo le recenti frizioni. Nonostante ciò, la nobiltà romana cercò di opporsi, sollecitando l'intervento dell'Impero che non riconobbe la sua elezione. Pertanto, in contrapposizione ad Alessandro III, a Basilea fu eletto il vescovo di Parma, Pietro Cadalo, con il nome di Onorio II, che però raccolse ben pochi sostenitori e tale scelta si rivelò un passo falso anche per la reggente Agnese. Grazie all'intervento dei Normanni e di Goffredo il Barbuto, papa Alessandro II poté entrare a Roma sconfiggendo e deponendo l'antipapa Onorio II: a quel punto, al vinto non rimase altro che fare ritorno a Parma, dove si ritirò fino alla morte senza però rinunciare mai formalmente a rivendicare il pontificato.
Poco dopo, nel 1062, al fine di ristabilire l'autorità dell'Impero minata dalla debolezza dimostrata da Agnese, i principi tedeschi, guidati dall'arcivescovo di Colonia Annone, rapirono il principe ereditario, ancora minorenne, portandolo a Colonia e affidandogli formalmente il potere imperiale con il nome di Enrico IV (colpo di Stato di Kaiserswerth).
Nel frattempo, con il pontificato di Alessandro II andò a diffondersi sempre di più l'idea di un rafforzamento della teoria del primato papale, soprattutto per quanto riguarda l'esclusiva prerogativa del pontefice nell'indire concili e nell'investire le più alte cariche ecclesiastiche; una tesi già da tempo ribadita da teologi quali Wazone di Liegi prima, Pier Damiani e Sigfrido di Gorze poi.

### La riforma gregoriana (1073-1085)

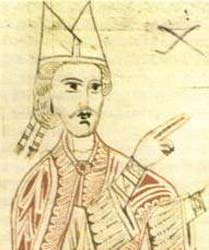
Papa Gregorio VII, al secolo Ildebrando di Soana

Nel 1073 Ildebrando di Soana (Gregorio VII) fu eletto papa per acclamazione della folla, cui fece seguito l'elezione canonica da parte dei cardinali. Tale modalità andò aspramente contestata dagli avversari di Ildebrando, in particolare da Guiberto di Ravenna (futuro antipapa Clemente III), poiché contestava il Decretum in electione papae promulgato pochi anni prima da papa Niccolò II. Ildebrando era un monaco istruito ai valori della riforma; egli aveva accompagnato in Germania l'ex-papa Gregorio VI quando quest'ultimo, deposto dall'imperatore Enrico III al Concilio di Sutri, aveva valicato le Alpi verso nord. Ritornato a Roma al seguito di papa Leone IX (Brunone di Toul), Ildebrando era entrato a far parte dei cardinali riformatori, divenendo ben presto una delle personalità di spicco della curia romana ed esercitando un'influenza sui pontefici così intensa da meritarsi l'appellativo di "dominus papae" da parte di Pier Damiani.
Appena eletto, Gregorio VII intraprese azioni contro la simonia e il concubinato del clero, promulgate soprattutto in occasione di un sinodo romano convocato nella Quaresima del 1074. Ancora più importante risultò comunque il perseguimento dell'obiettivo di «imporre alla Chiesa un modello organizzativo di stampo monarchico e sulla desacralizzazione della carica imperiale». A tal proposito, decise di affrontare una questione di diritto canonico con re Enrico IV riguardante il fatto che cinque dei suoi consiglieri erano scomunicati, ma continuavano a essere presenti alla sua corte. Così, il giovane imperatore decise di sciogliere i rapporti con loro e inoltre prestò un giuramento di obbedienza al papa, promettendo di appoggiare l'opera di riforma della Chiesa. Questo atteggiamento, che all'inizio gli fece ottenere la fiducia di Gregorio VII, venne abbandonato non appena riuscì a sconfiggere i Sassoni con la vittoria nella battaglia di Langensalza, combattuta il 9 giugno 1075. Enrico, infatti, cercò subito di riaffermare il suo potere e, nel settembre dello stesso anno, a seguito dell'omicidio di Erlembaldo Cotta, investì (contrariamente agli impegni presi) il chierico Tedaldo arcivescovo di Milano, nonché i vescovi di Fermo e di Spoleto. Con questo atto iniziò un conflitto tra papato e impero che passerà alla storia come "lotta per le investiture". Al di là della questione delle investiture, fu in gioco il destino del dominium mundi, la lotta tra potere sacerdotale e potere imperiale: gli storici del XII secolo chiamarono questo litigio «Discidium inter sacerdotium et regnum».

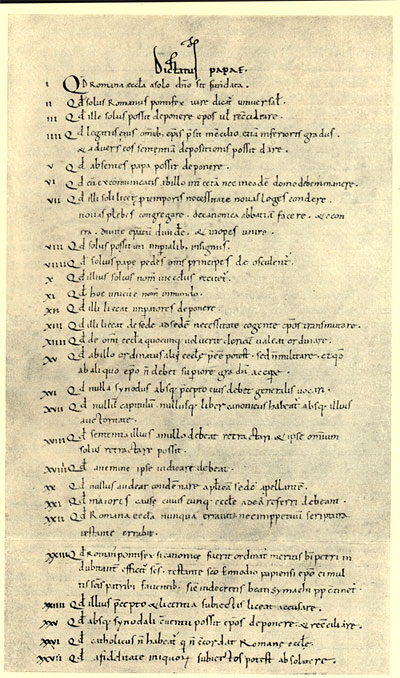
Il Dictatus papae

Nel 1075, molto probabilmente, compose il Dictatus papae, una raccolta (o forse soltanto un indice) di varie affermazioni sul primato del vescovo di Roma, non solo sugli altri vescovi, ma anche sul potere laico. Con questo documento Gregorio VII inaugurava una "nuova ecclesiologia" (come affermò il teologo cattolico Yves Congar nella sua opera Sentire ecclesiam): il papa diventava "vescovo dei vescovi", Roma era "caput ecclesiae" (centralismo romano) e ogni singolo credente diventava un suddito del vescovo di Roma. Si andava così a delinearsi sempre di più il processo di trasformazione di fatto della Chiesa in una monarchia dotata di un forte potere centralizzato e che metteva fine all'autonomia delle diocesi.
Affermando il potere del papa al di sopra di ogni altra autorità (sia "laica" sia religiosa), Gregorio provocò una profonda rottura proprio con l'Imperatore del Sacro Romano Impero (si ricordi che la riforma dell'XI secolo era iniziata proprio per l'intervento degli imperatori, che avevano tentato di risanare il papato corrotto).

Enrico IV penitente di fronte alla contessa Matilde di Canossa e ad Ugo di Cluny

Nel 1076, a Worms, l'imperatore Enrico IV convocò un sinodo dei vescovi del Sacro Romano Impero, i quali chiesero le dimissioni di Gregorio VII con l'accusa di aver disprezzato il ruolo dei vescovi nella Chiesa. Poco dopo, Enrico IV invitò i sudditi dell'Impero Romano alla disobbedienza nei confronti di Gregorio, e lo proclamò deposto. In reazione, nel febbraio del 1076 Gregorio VII scomunicò Enrico sciogliendo tutti i suoi sudditi dal giuramento di fedeltà verso di lui. Così, dopo la scomunica, Enrico venne abbandonato dai principi tedeschi che gli contrapposero Rodolfo di Svevia e minacciavano di non riconoscerlo più come imperatore se non si fosse liberato dalla scomunica. Gli stessi principi invitarono il papa ad Augusta perché questi emettesse una sua decisione nella loro controversia con Enrico. Con mossa abilissima, mentre Gregorio VII si dirigeva già verso Augusta, Enrico lo anticipò, incontrandolo a Canossa dove era ospite della contessa Matilde. In un primo momento Gregorio, combattuto tra opportunità politica (istituire un processo contro Enrico in Germania, con grande prestigio per il papato) e dovere pastorale (perdonare chi gli si presentava come peccatore pentito), scelse la seconda via e assolse Enrico dalla scomunica anche grazie all'intercessione di Ugo di Cluny e della stessa contessa Matilde.
Pochi anni più tardi, però, Gregorio si mostrò molto più spregiudicato e nel 1080 dichiarò pubblicamente il suo appoggio per Rodolfo di Svevia, rinnovando la scomunica e deposizione di Enrico IV, il quale, a questo punto, fece eleggere un nuovo papa nella persona dell'arcivescovo di Ravenna, Guiberto (noto come antipapa Clemente III). Nel 1081 Enrico marciò su Roma e la conquistò nel 1084: nell'Urbe ricevette la solenne incoronazione imperiale da Clemente III, mentre Gregorio fuggiva a Salerno, dove morirà nel 1085.
Gregorio VII aveva riaffermato vigorosamente l'autonomia della Chiesa e la suprema autorità di Roma su tutte le Chiese locali. In particolare, come è risaputo, Gregorio si oppose nettamente a ogni ingerenza laica nella scelta dei vescovi e degli abati. Questo, inevitabilmente, provocò uno scontro feroce con l'imperatore, non perché di fatto i vescovi e gli abati erano anche detentori di un'autorità civile, caso in realtà non frequentissimo, ma in quanto normalmente esercitavano una giurisdizione su coloro che risiedevano nelle loro diocesi e amministravano patrimoni terrieri vastissimi. Ovviamente, l'imperatore voleva intervenire nella selezione di questi suoi funzionari.
L'iniziativa riformatrice di Gregorio VII non fu, comunque, la prima mossa della riforma dell'XI secolo, bensì l'ultima. La riforma gregoriana fu generata dalla riforma imperiale la quale, a sua volta, aveva assunto e coordinato la riforma che si era sviluppata dal basso (monaci, clero e laici). D'altro canto, lo scontro con l'Impero non fu il contenuto centrale della riforma gregoriana, anche se ne costituì un passaggio obbligato: se la riforma dell'XI secolo era stata caratterizzata soprattutto da una spinta unificatrice, è chiaro che già due centri unificatori (papato e Impero) apparivano troppi.

### La riforma da papa Vittore III a papa Callisto II (1086-1122)

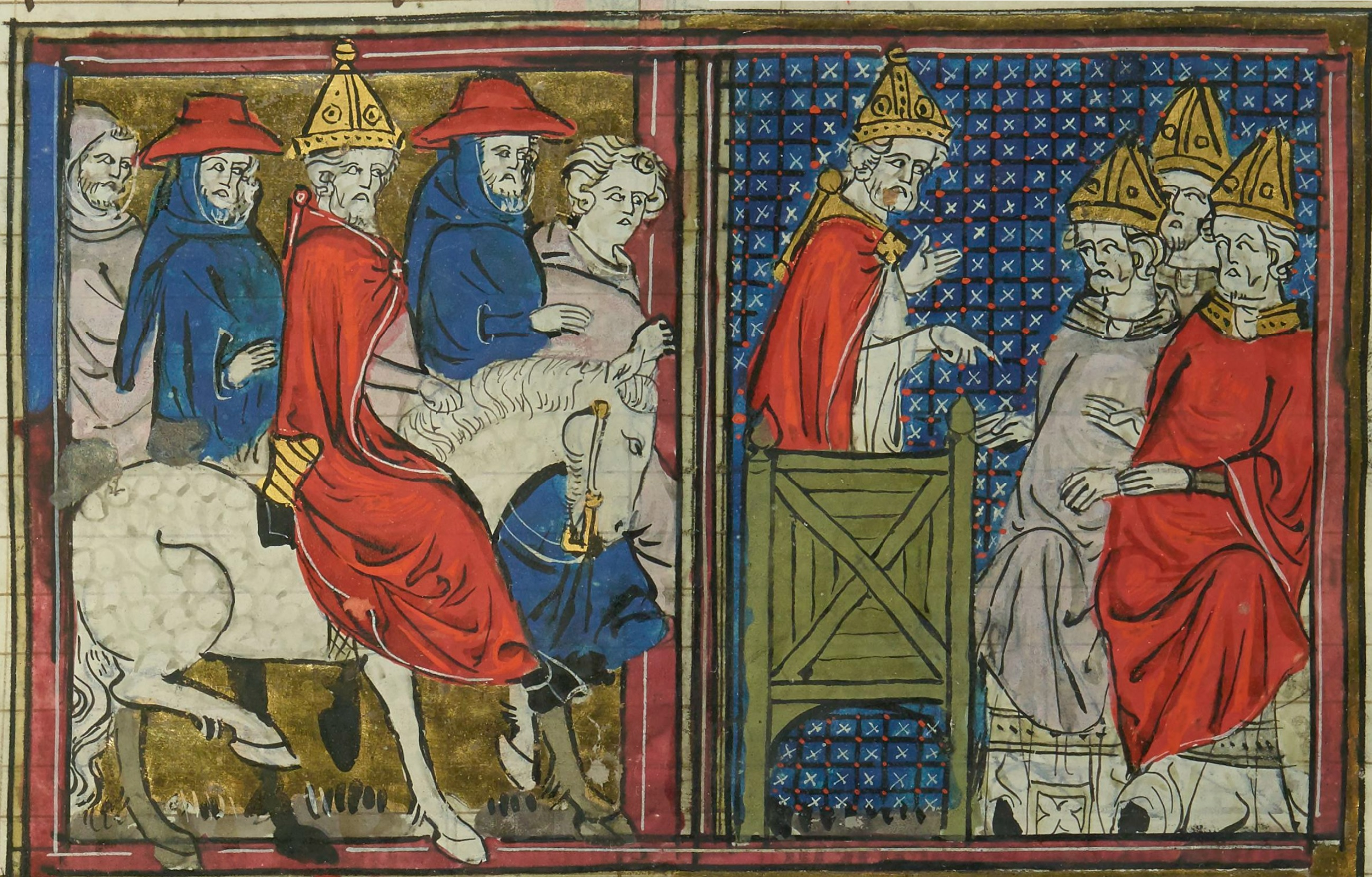
Papa Urbano II, illustrazione del XII secolo, autore anonimo

La morte di Gregorio VII e la situazione, difficilmente superabile, che ne conseguì, colpirono fortemente il partito riformatore. Passò infatti un anno prima che subentrasse il successore di Gregorio VII. Desiderio, abate di Montecassino, eletto papa nel 1086, diede il proprio assenso soltanto l'anno successivo, e fu intronizzato il 21 marzo 1087 con il nome di Vittore III. Accettata la nomina, tuttavia, gli mancò il tempo per continuare il programma di riforma del papato: il 16 settembre di quello stesso anno, infatti, morì.
Dopo di lui venne eletto papa il cardinale di Ostia, Ottone di Lagery, con il nome di Urbano II (1088). Egli si adattò alle circostanze, condividendo il programma riformatore di Gregorio VII, ma utilizzando spesso la dispensa papale per quei vescovi (anche eletti con simonia) che si dimostravano disposti a piegarsi alle linee imposte della Sede romana (e spesso venivano nuovamente ordinati). Durante il pontificato di Urbano II era ancora in vita l'antipapa Clemente III (Guiberto di Ravenna), il quale andò neutralizzato anche grazie al cambio di mentalità di molti vescovi prima favorevoli a Clemente III e ora a Urbano II. Enrico IV, pur avendo sconfitto il rivale Rodolfo di Svevia, fu quasi abbandonato dai propri sostenitori e si ritrovò a dover affrontare due rivolte: la prima scoppiata in Baviera nel 1086 e una seconda guidata dal figlio Corrado di Lorena, nominato re di Germania nel 1087, ma istigata dalla contessa Matilde di Canossa. Tra il 1093 e il 1097 Corrado, occupando i passi delle Alpi, riuscì a privare il padre, bloccato in Italia tra Padova e Verona, di qualsiasi possibilità di far ritorno in Germania.
Nel frattempo papa Urbano II intraprese un viaggio che, nel giro di due anni, lo portò in Francia passando per la Toscana; durante il tragitto, convocò concili provinciali a Piacenza durante i quali decretò l'invalidità delle nomine episcopali fatte dall'antipapa Clemente e dai suoi sostenitori. Giunto a Clermont nel 1095, cercò di incitare i monaci nel corso di un concilio affinché imprimessero la riforma nel Paese. In quest'occasione, Urbano indisse la prima crociata, invitando i cavalieri cristiani a combattere per la liberazione della Terra santa. Urbano II morì il 29 luglio 1099, due settimane dopo la presa di Gerusalemme eseguita dai crociati.
Alla sua morte gli succedette papa Pasquale II, del quale non si hanno molte informazioni. Certamente italiano, monaco anche se non cluniacense, fu descritto dagli storici come persona semplice e, a volte, ingenua. Nel 1105 Pasquale II appoggiò una congiura ordita contro l'imperatore Enrico IV e organizzata dall'imperatrice Adelaide di Kiev e dal suo secondo figlio, il futuro Enrico V. Quest'ultimo, dopo aver fatto deporre cinque anni prima il fratello Corrado, si impose a capo della nobiltà tedesca. La congiura ebbe successo ed Enrico IV, fatto prigioniero, venne costretto ad abdicare in favore del figlio in occasione della dieta di Magonza. Enrico IV morirà nel 1106 a Liegi, ancora scomunicato e senza poter ricevere una sepoltura religiosa fino al 1111, quando trovò riposo nel duomo di Spira. Nel frattempo la Chiesa germanica, stanca del conflitto, si era lasciata convincere degli effetti negativi prodotti dalla simonia e così i vescovi avevano iniziato ad abbandonare gli affari politici per dedicarsi sempre di più agli aspetti religiosi propri del loro ministero. Nonostante l'ostinata resistenza in cui Enrico IV si era impegnato per tutta la vita, la riforma gregoriana appariva oramai diffusa in Germania.

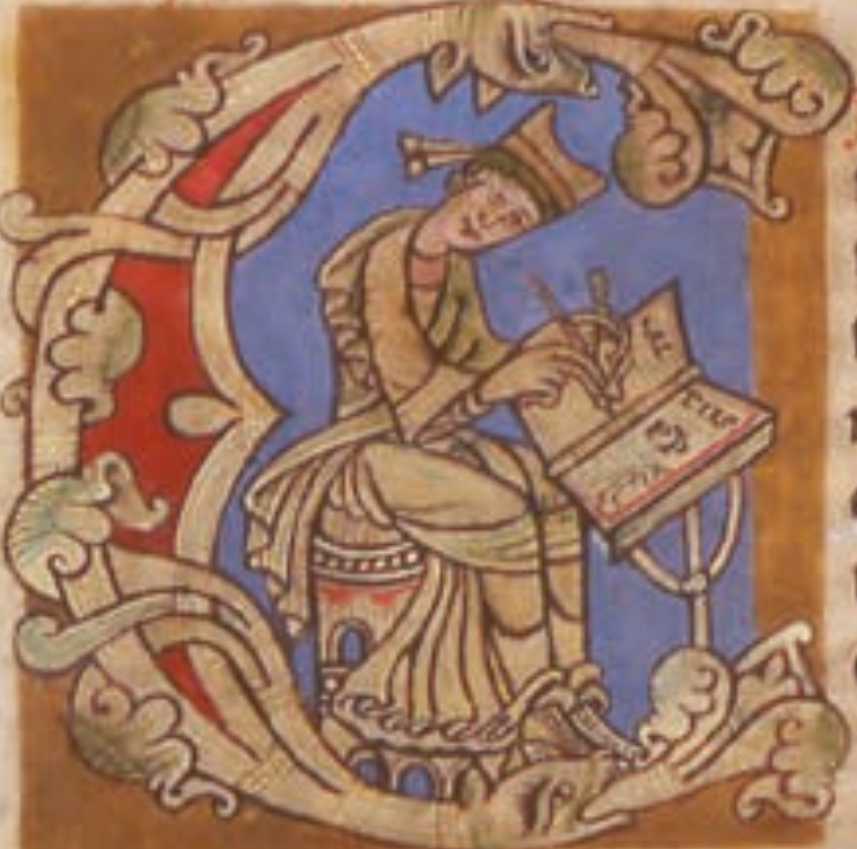
Papa Callisto II; con lui fu raggiunto un accordo con l'Imperatore Enrico V nel Concordato di Worms (1122)

Sotto il pontificato di Pasquale si continuò a combattere contro le investiture concesse dal potere civile, argomento maggiormente interessante e scottante in quel periodo. Una simile questione si risolse innanzitutto in Inghilterra e in Francia. Nella prima, il problema si risolse giuridicamente alla presenza del re e di Anselmo di Canterbury nell'agosto del 1107, con la dieta di Londra: Enrico I d'Inghilterra, figlio di Guglielmo I d'Inghilterra, rinunciò all'investitura alle cariche ecclesiastiche tramite la consegna dell'anello e dello scettro (segni dell'investitura spirituale e temporale), ma si riservò il diritto di ricevere dai vescovi, prima che fossero ordinati, l'omaggio feudale. Nelle fasi antecedenti all'ordinazione, infatti, il vescovo eletto doveva fornire al monarca una truppa di fanti e di cavalieri armati che si mettessero al servizio del re stesso, quale segno di vassallaggio. Anche in Francia la situazione terminò in modo uguale: il re rinunciò a dare l'investitura con l'anello e il pastorale, ma si accontentò di chiedere al vescovo, a differenza dell'Inghilterra, un giuramento di fedeltà.
Il problema, superato per Francia e Inghilterra, rimase però irrisolto per le regioni dell'Impero (Germania, Italia e Lotaringia). Pasquale II tentò una linea di soluzione nel 1111, invitando i vescovi a rinunciare all'investitura temporale per le proprietà affidate loro dall'Imperatore. Tale soluzione non portò alcun successo, anzi creò ribellioni di molti vescovi all'autorità papale (sebbene fosse una soluzione che piaceva all'Imperatore, in quanto vedeva tornare a sé tutti i donativi e le proprietà affidata ai vescovi dagli Ottoni già dal IX secolo).
Pasquale II si spense nel 1118. Gli succedette papa Gelasio II, il quale finì imprigionato e fuggì a Gaeta, dove morì nel 1119. Alla sua dipartita gli succedette papa Callisto II, un monaco cluniacense francese, con cui si giunse a una sistemazione giuridica della questione: Callisto II, infatti, raggiunse un accordo con l'Imperatore Enrico V nel concordato di Worms (1122), durante il quale mutò la modalità di elezione del vescovo. Secondo il concordato, l'imperatore rinunciava al potere di investitura con bastone e anello pastorale, tuttavia a lui o a un suo rappresentante veniva concesso di presenziare alla nomina e di intervenire nel caso di controversie. Inoltre, la corona aveva il diritto di investitura temporale del vescovo con la consegna di uno scettro, un simbolo privo di connotazione spirituale, ma che rappresentava il trasferimento di non meglio definite regalie che corrispondevano ad alcuni doveri giuridici. Questo in Germania doveva avvenire prima dell'investitura spirituale, mentre in Italia e in Borgogna solamente dopo che era avvenuta l'ordinazione, segno che qui l'influenza dell'impero nella nomina di vescovi e abati era oramai scemata. L'accordo pose fine alla lotta per le investiture e segnò l'inizio del tramonto del cesaropapismo in Occidente.

## La riforma fuori Roma

### La riforma in Normandia e in Inghilterra

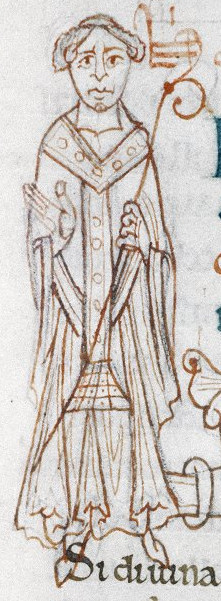
Lanfranco di Pavia, arcivescovo di Canterbury dal 1070. Su mandato di Guglielmo il Conquistatore portò la riforma nella Chiesa di Inghilterra

Nel 911, con il trattato di Saint-Clair-sur-Epte, il re di Francia Carlo III, detto il Semplice, concesse ai Normanni come feudo una vasta area della Neustria, dove dettero origine a una potente dinastia che fin da subito si dimostrò assolutamente sensibile verso la riforma del monachesimo. Il duca Guglielmo I di Normandia affidò, infatti, a un allievo di Gerardo di Brogne l'incarico di riformare i monasteri dei propri possedimenti, come le abbazie di Saint-Wandrille de Fontenelle, di Mont-Saint-Michel e di Saint-Ouen. Il successore, Riccardo II, chiamò il monaco cluniacense Guglielmo da Volpiano a rinnovare l'abbazia della Santissima Trinità di Fécamp che grazie a lui divenne un centro propulsore della nuova vita monastica attirando giovani monaci perfino dall'Italia, come Lanfranco di Pavia e Anselmo d'Aosta.
Nel 1066 il duca normanno Guglielmo il Conquistatore, dopo aver ottenuto il permesso da papa Gregorio VII nonostante l'opposizione della curia, invase l'Inghilterra strappandola agli anglosassoni. Completata la conquista dell'isola, impose sui suoi nuovi territori la riforma della Chiesa con non poca energia, poiché essa fino ad allora non aveva attecchito per via dell'isolamento geografico. In un sinodo del 1070 vennero deposti, a eccezione di pochi, tutti i vescovi anglosassoni e sostituiti con normanni o lotaringi; a Lanfranco di Pavia venne assegnata l'arcidiocesi di Canterbury, allo scopo di avere la possibilità di plasmare la Chiesa inglese su modello di quella riformata normanna. Guglielmo la fece instradare verso un modello di tipo feudale, in cui i vescovi e gli abati erano obbligati a fornire, alla stregua dei baroni del regno, una quota di armati per i bisogni della corona. Allo stesso modo, si impose di nuovo il diritto canonico per regolare le questioni ecclesiastiche e ai tribunali laici venne tolta la giurisdizione su di esse che risultò, invece, affidata a tribunali diocesani istituiti per la prima volta sull'isola.

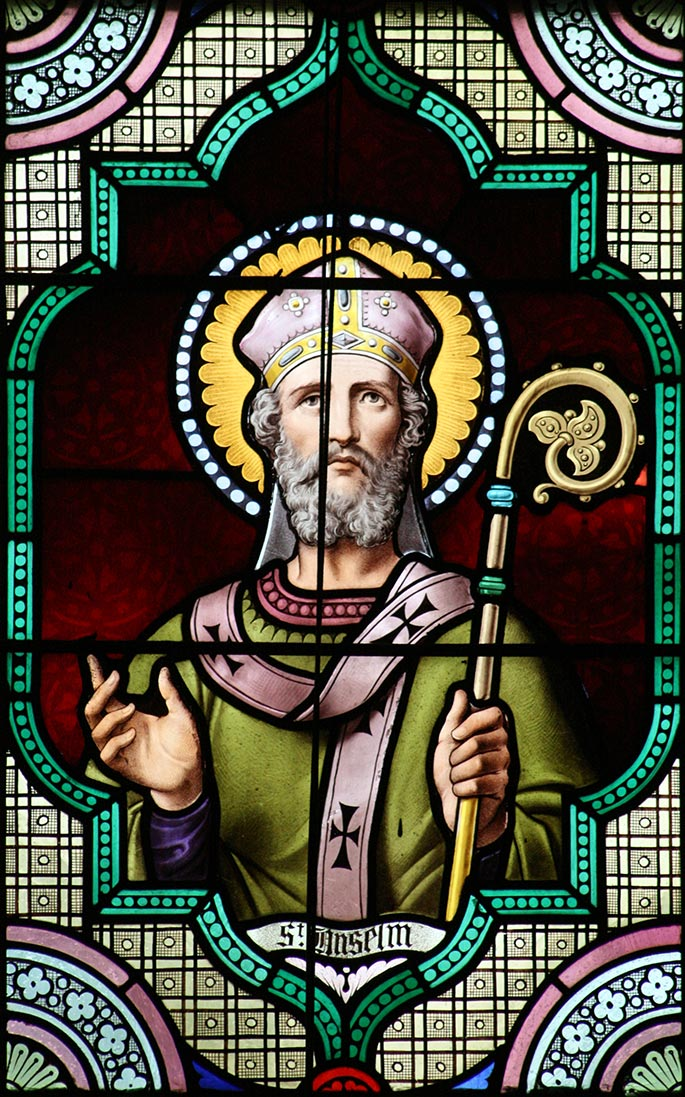
Anselmo d'Aosta ritratto in una vetrata inglese. Anselmo fu protagonista della lotta per le investiture in Inghilterra

Nonostante le iniziative intraprese a favore della riforma, il forte controllo esercitato dal duca Guglielmo I sulla Chiesa di Inghilterra finì per raffreddare i rapporti con papa Gregorio VII, complice anche la disubbidienza di Lanfranco all'invito del papa di presentarsi a Roma. Guglielmo, inoltre, si era rifiutato di prestare il giuramento feudale nei confronti del papato e poté mantenersi neutrale nella complicata lotta per le investiture tra il papa e l'imperatore Enrico IV. La situazione si mantenne invariata con il successore di Guglielmo, il figlio Guglielmo II il Rosso.
Il primato dei re inglesi sulla Chiesa locale si realizzava in particolare sul potere esercitato dai primi sui beni economici delle diocesi e delle abbazie che, nei periodi di mancanza del titolare, venivano sistematicamente incamerati dalla corona. La nomina ad arcivescovo di Canterbury di Anselmo d'Aosta mise un freno a tale situazione. Egli, sentitosi intimamente legato ai suoi obblighi verso la Chiesa, lottò a favore delle innovazioni ecclesiastiche e contro la simonia, rifiutando di essere considerato un feudatario della corona inglese. La sua iniziativa lo condusse a un duro scontro con re Guglielmo II terminato con il suo esilio, da cui poté far ritorno solo alla morte del re, quando salì al trono il successore Enrico I, di sincera fede religiosa e bisognoso di ogni supporto in quanto cadetto e non inizialmente destinato al trono.
Enrico I promise solennemente di rispettare le libertà della Chiesa, ma non arrivò ad accettare il divieto di investitura da parte dei laici e del giuramento feudale ad opera degli ecclesiastici che gli chiedeva Anselmo, a seguito di quanto era emerso nel concilio di Roma tenutosi agli inizi del 1099. Nonostante questa contrapposizione, Anselmo ed Enrico cercarono una soluzione compromissoria, malgrado tutte le controparti fossero mosse da motivazioni differenti: «Anselmo anelava a uno spontaneo desiderio di pace, il re perseguiva interessi di ordine politico, la curia non voleva metter in gioco l'obbedienza e l'unione tra Roma e l'Inghilterra».
Nonostante l'intesa siglata nel 1107, il predominio della corona inglese sulla Chiesa rimase immutato, subendo, tuttavia, un declino durante la contesa (conosciuta come "anarchia") tra Stefano d'Inghilterra e Matilde per la corona che favorì l'influenza di Roma. L'assassinio di Tommaso Becket avvenuto nel 1170 durante il regno di Enrico II d'Inghilterra fermò la svolta indipendentista della Chiesa inglese.

### La riforma in Francia

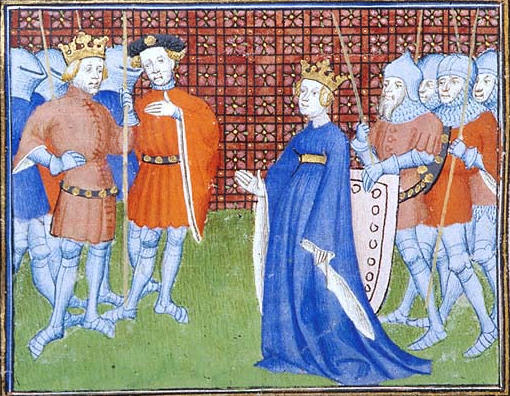
Il re di Francia Enrico I: cercò di nominare vescovi sulla base dell'affidabilità politica per garantirsi il sostegno necessario

La situazione in Francia appariva profondamente differente rispetto a quella della Germania o dell'Inghilterra. Il potere della dinastia capetingia, incontrastata sul trono dal 987, in realtà era esercitato su un territorio ancora assai modesto rispetto a quello dei secoli successivi, comprendente solamente poche diocesi e su alcune delle quali l'influenza era comunque modesta; le restanti regioni erano sotto il controllo della nobiltà.
Con il concilio di Reims del 1049, papa Leone IX intervenne profondamente sulla Chiesa francese, in cui non poteva contare su un regnante sensibile alla riforma, come era il caso della Germania dell'imperatore Enrico III: in Francia, per Enrico I era più importante affidarsi a vescovi di comprovata affidabilità politica rispetto alle qualità religiose, in quanto necessitava del loro apporto economico e militare affinché potesse mantenere la supremazia feudale sui propri vassalli.
In virtù di siffatte premesse, i papi dovettero agire personalmente affinché le alte cariche ecclesiastiche di Francia potessero essere attribuite secondo i canoni e affinché si potessero estirpare le frequenti situazioni di simonia e di matrimonio nel clero. Per raggiungere questi scopi, i pontefici ricorsero all'azione dei legati a cui veniva dato l'incarico di diffondere i decreti e sostenere la loro osservanza. Nonostante gli inevitabili scontri tra questi riformatori e i sovrani non si arrivò mai a un grave conflitto, preferendo optare per accordi e compromessi.
La situazione divenne più tesa quando Gregorio VII nominò due vescovi francesi come suoi rappresentanti permanenti: Ugo di Romans, per la Borgogna e la Francia settentrionale, e Amato d'Oleron per le regioni più meridionali. Tra i due fu Ugo quello che agì con maggior decisione, rimuovendo diversi vescovi considerati simoniaci. Contestualmente nel sinodo di Autun venne dichiarato il divieto del potere temporale di intervenire sulle nomine ecclesiastiche. L'azione di Ugo dovette far fronte all'ostilità di gran parte dell'episcopato francese che rifiutava energicamente di doversi sottomettere a lui. Il re Filippo I di Francia, invece, mantenne un profilo moderato pur continuando a dimostrare uno scarso interesse verso la diffusione della riforma.

### La riforma in Italia settentrionale
Con l'elezione a vescovo di Milano di Guido da Velate iniziò un movimento popolare contrario alle pratiche simoniache che coinvolgevano la quasi totalità, almeno stando a quanto racconta Bonizone di Sutri, delle alte cariche ecclesiastiche cittadine. Questo movimento, detto "pataria", fu guidato da Arialdo da Cucciago e da Landolfo Cotta.
Tale forte opposizione spinse papa Stefano IX a indire un concilio a cui, tuttavia, Arialdo e Landolfo non vollero presenziare, venendo scomunicati. Il papa inviò, dunque, a Milano Ildebrando di Soana, il quale non poté non rendersi conto della forza del movimento e della loro intenzione a rendere addirittura indipendente la diocesi se fosse stato necessario. Una successiva missione di Pier Damiani, inviata da papa Niccolò II, riuscì temporaneamente a riappacificare gli animi deponendo il clero simoniaco, arrivando a minacciare di scomunica lo stesso vescovo Guido. Tuttavia, la pace durò ben poco, tanto che si andò verso una guerra civile in cui Arialdo fu costretto ad abbandonare la città per poi essere assassinato. La situazione si volse a favore dei patarini quando il fratello di Landolfo, Erlembaldo, prese il comando del movimento scacciando l'arcivescovo e prendendo Milano.
Quando l'imperatore Enrico IV nominò Goffredo come successore di Guido, deceduto nel 1071, si andò verso uno scisma in quanto i patarini nominarono a loro volta il chierico Attone, proclamato poi arcivescovo da papa Alessandro II. Il successore di Alessandro II, Gregorio VII, iniziò a trattare con Enrico IV convincendolo, nel 1074, ad accettare la proclamazione di Attone ad arcivescovo. Un incendio scoppiato poco dopo, la cui causa si attribuì ai patarini, portò a nuovi disordini in cui Erlembaldo rimase ucciso, mettendo fine all'esperienza della pataria milanese. La successiva elezione di Tedaldo da parte di Enrico IV come nuovo arcivescovo provocò la lotta per le investiture che lo vide contrapposto a papa Gregorio VII.

## Concilio Lateranense IV e conseguenze della riforma

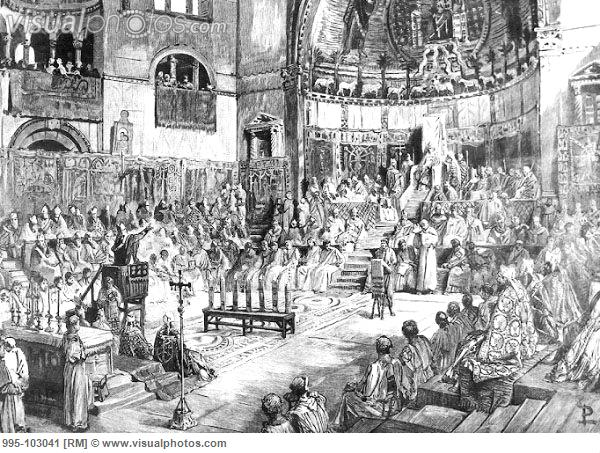
Il concilio Lateranense IV del 1215, conclusione del processo di riforma della Chiesa iniziato secoli prima. Le decisioni conciliari si basarono su molti temi proposti dai riformatori.

Solitamente si identifica il traguardo della riforma nel Concilio Lateranense IV, convocato da papa Innocenzo III nel 1215. Molte delle decisioni assunte in quella sede riguardarono i temi su cui si batterono i riformatori dei due secoli precedenti: fu stabilito il primato papale e l'ordine delle sedi patriarcali, venne data un'organizzazione più omogenea alla vita monastica, si impose una svolta moralizzatrice al clero proibendo il concubinato e ribadendo l'obbligo al celibato, si ribadì la condanna della simonia e l'impossibilità per un laico di assegnare cariche religiose.
Notevoli furono anche gli effetti sulla giurisprudenza ecclesiastica. Già durante la riforma si era resa necessaria per la Chiesa di dotarsi di una struttura giuridica coerente a sostegno della ritrovata autonomia e dell'autorità del pontefice romano. Teologi come Anselmo di Lucca o Burcardo di Worms si spesero per realizzare raccolte di diritto, ma fu il Decretum Gratiani, databile probabilmente al 1140, realizzato dal monaco e giurista Graziano a porre una solida base sullo sviluppo del diritto canonico come diritto di qualità pari a quello che andava a formarsi nel mondo laico. In quest'opera l'autore raccolse una moltitudine di fonti giuridiche commentandole, organizzandole e tentando di risolvere le antinomie, non dimenticando di ribadire l'autorità del papa riprendendo i termini di Gregorio VII. Il Decretum non venne mai ufficializzato e rimase un'opera di un privato, tuttavia esso godette di larghissima diffusione e servì come modello.
Dalla riforma, quindi, la Chiesa uscì profondamente trasformata arrivando ad assumere un assetto che, seppure con alcune modifiche, è rimasto fino a oggi (primi decenni del XXI secolo). Questa nuova Chiesa ebbe un'organizzazione improntata all'insegna del centralismo amministrativo e giuridico con al vertice il vescovo di Roma, dell'uniformazione all'esempio romano e dell'intransigenza verso le diversità di culto e liturgia, di opinione e cultura. Da questo frangente si vede anche un «certo radicalizzarsi dell'intolleranza verso forme di dissenso religioso interne o esterne alla Chiesa romana».
Nonostante tale modello verticistico, simile a quello monarchico tipico del potere laico, la Santa Sede non riuscì mai a imporre completamente il suo dominium mundi come avrebbe auspicato. Eppure, è indubbio che riuscì a sottrarre al potere secolare l'autorità sulle questioni religiose e sull'organizzazione della Chiesa. Tale politica di centralizzazione si rifletté nell'affermazione della plenitudo potestatis, l'autorità sovrana del papato sulla Chiesa che si basa sul diritto canonico; l'azione pontificia viene trasmessa da tutti i concili, legati e ordini. Le controversie locali trovarono, da quel momento, rimedio in un appello a Roma che consentì al papato di moltiplicare gli interventi. Anche l'attuale organizzazione del clero cattolico, fondata sul celibato e su una separazione tra vita laica e consacrata, si deve alla ventata innovativa.
Il profondo rinnovamento del clero, e in particolare della cerchia più alta, si rivelò una delle maggiori conquiste della riforma e coinvolse sia i loro costumi sia l'azione pastorale e amministrativa. Infatti, dalla fine dell'XI secolo in avanti i vescovi appaiono sempre più istruiti, almeno per quanto riguarda la grammatica, la conoscenza della Bibbia e i fondamenti del diritto canonico, conformandosi maggiormente al modello ideale delineato da Bernardo di Chiaravalle. Tra di loro, figuravano anche tenaci difensori delle libertà della Chiesa; la resistenza intrapresa da Tommaso Becket e il suo successivo martirio ne è l'esempio più illustre. Tutto ciò si rifletté anche sull'entourage dei vescovi: i canonici appartenenti ai capitoli delle cattedrali tornarono a una vita in comune, una pratica frequentemente abbandonata al termine dell'età carolingia. Questi capitoli svilupparono sempre di più attività culturali, mantenendo una biblioteca e curando in generale una scuola sotto la direzione di un magister (maestro). Questo fu uno degli elementi alla base di quello che il medievista Charles Homer Haskins chiamerà "rinascimento del XII secolo".
La lotta contro la simonia portò a un'effettiva separazione tra temporale e spirituale, permettendo una graduale secolarizzazione del potere imperiale che andò verso un progressivo indebolimento. In effetti, scomuniche e deposizioni avevano iniziato a minare le strutture della società feudale. I prelati non furono più considerati come gli ufficiali del sovrano temporale, ma vassalli, alla pari di principi laici. Nel contempo la figura dell'imperatore aveva perso quasi totalmente quella connotazione di sacralità che l'aveva contraddistinta fin dall'epoca ottoniana, mentre si era rafforzato il primato papale, considerato vicario di Cristo e unica e suprema guida del mondo cattolico. La riforma ebbe sostanziale ripercussioni anche nel campo del diritto, contribuendo alla crisi del feudalesimo e del sistema giuridico basato sulle consuetudini. È stato sottolineato come gli effetti della riforma contribuirono alla trasformazione del potere temporale del tempo, dando origine a nuove forme politiche, al rafforzamento delle monarchie nazionali e alla nascita dei comuni medievali in Italia settentrionale. Tuttavia, il successo così profondo e duraturo della riforma della chiesa dell'XI secolo fu dovuto non soltanto a imperatori, energici papi e dotti teologi, ma soprattutto al «sostegno che in più occasioni i fedeli diedero con la spinta verso una profonda rigenerazione religiosa e spirituale».

## Sviluppi della storiografia recente: messa in discussione del concetto di "riforma gregoriana"
La categoria storiografica di "riforma gregoriana" fu proposta all'inizio del Novecento (sostenuta soprattutto dallo storico del cristianesimo Augustin Fliche). In questa prospettiva, che trovò rapidamente un consenso quasi unanime tra gli studiosi cattolici, la riforma gregoriana si presentava come un vasto movimento unitario che partì dal papato e raggiunse il suo culmine nell'opera di Gregorio VII, vero ispiratore dei papi suoi successori, ma anche migliore realizzatore degli intenti dei suoi diretti predecessori, di alcuni dei quali era stato anche collaboratore e consigliere. Quando si parlava di riforma gregoriana, dunque, il punto di vista si focalizzava notevolmente sul papato; sintetizzando molto, si può dire che la riforma della Chiesa veniva presentata come "opera del papa", mentre il "nemico" che bloccava questa spinta propulsiva e minacciava di corrompere l'organizzazione ecclesiastica era l'imperatore.
Questa categoria, tuttavia, cominciò a essere posta in discussione poco dopo la seconda guerra mondiale:
- Jean-François Lemarignier, studiando l'universo cluniacense, poté indicare già nella centralizzazione del monachesimo operata da Cluny il modello della riforma (che Lemarignier chiamava ancora "gregoriana", ma che per ovvi motivi cronologici non poteva avere avuto in Gregorio VII il suo principale ideatore);
- Cinzio Violante individuò e studiò l'ampio movimento riformatore attivo a Milano quando ancora il papato non aveva assunto alcun'opera innovativa (si delineava pertanto, una riforma "dal basso", che partiva dal laicato e non dalla gerarchia ecclesiastica).

Il culmine di questa revisione si raggiunse, in Italia, con un articolo di Ovidio Capitani del 1965 in cui scriveva:
Ci si rese sempre più conto, in definitiva, che l'aggettivo "gregoriana" in qualche modo semplificava eccessivamente la complessità della riforma dell'XI secolo, rimuovendo, o per lo meno mettendo in ombra, quanto voluto proprio dagli imperatori romano-germanici, dalle correnti monastiche e laicali, o dai vescovi di parte imperiale (si pensi all'antipapa Clemente III o al primo Rainaldo di Como) che furono sicuramente dei riformatori, sebbene apertamente schierati contro Gregorio VII.

### Esplicative
1. ↑  «La riforma episcopale, come era stata concepita e attuata da Attone di Vercelli, da Raterio di Liegi e da altri prelati animati da medesimi intenti, non ha dato e non poteva dare che risultati insignificanti. [...] Il vescovo riformatore è frutto di un caso felice che presto o tardi non si rinnoverà; il più delle volte il suo successore non gli somiglia affatto e l'opera abbozzata è interrotta, compromessa, o anche completamente distrutta. [...] Il papato nel X secolo perse l'autorità e il prestigio indispensabili per un'azione efficace. Da qui risulta, in fin dei conti, che l'iniziativa della riforma non può venire che dall'imperatore». In Fliche, vol. I, pp. 92-95.
2. ↑  Gli Annales Romani riferiscono della rivolta contro Benedetto e dei successivi scontri tra Romani, responsabili dei disordini che avrebbero portato alla fuga del Papa, e Trasteverini, scesi a difesa di Benedetto IX. In proposito vedi  Enciclopedia dei Papi, vol. 2, Istituto della Enciclopedia Italiana, 2000,  p. 144.
3. ↑  Nella raccolta delle lettere pontificali di Gregorio VII, è inserito fra due missive datate marzo 1075. In Barbero e Frugoni, 2001, p. 99.
4. ↑  «Egli comprese ch'era giunto il momento di portare a fondo l'attacco. Nel 1075 vietò a tutti i laici, pena la scomunica, d'investire un qualunque ecclesiastico. Nel 1078 formulò, in 27 proposizioni stringate, il dictatus papae, la sua concezione secondo la quale il pontefice aveva in terra potere assoluto ed era in grado di deporre gli stessi sovrani laici». In Cardini e Montesano, 2006, p. 195.
5. ↑  «Dotato di forte personalità e di una concezione altissima della dignità papale, Gregorio introdusse un elemento di forte novità nel panorama del movimento di riforma, rivendicando il primato romano, cioè la suprema autorità del papa all'interno della Chiesa e nell'ambito della società cristiana. Nelle sue lettere, infatti, più che il concetto di "libertas Ecclesiae", che costituiva pur sempre la bandiera del movimento riformatore, è la contrapposizione tra "obbedienza" e "disobbedienza" a ricorrere più di frequente, identificandosi l'assoluta obbedienza a Dio con quella dovuta a lui in quanto papa, cioè successore dell'apostolo Pietro. Ne scaturì una profonda e violenta spaccatura del movimento riformatore, che portò ad un rimescolamento generale delle forze in campo. Dalla parte dell'imperatore, infatti, vennero a trovarsi non solo i vescovi ostili alla riforma, ma anche ecclesiastici di notevole levatura morale e non meno di Gregorio VII impegnati contro la simonia e il concubinato del clero, quali - per restare in Italia - Dionigi di Piacenza, Guido d'Acqui, Guiberto di Ravenna (futuro antipapa Clemente III), ma decisamente contrari alla concezione gregoriana del primato papale». In Vitolo, 2000, p. 253.
6. ↑  «Se Gregorio VII può essere assunto come simbolo di una riforma che, avviata per liberare la Chiesa dalla decadenza infiltratasi in essa a motivo dei soffocanti legami con i poteri locali, e anche di uno slancio spirituale che, come tale, risulta politicamente sconfitto, egli va tuttavia indicato anche come l'esponente massimo di una nuova concezione di Chiesa, non soltanto nei suoi rapporti con l'Impero, ma prima di tutto nella relazione tra curia romana e diocesi locali. Nel Dictatus papae [...] si dichiara essenzialmente l'unicità della Chiesa di Roma (nel senso di essere l'unica Chiesa propriamente tale) e, di conseguenza, la sua autorità immediata su tutte le Chiese locali; d'altra parte si dà anche un'immagine inedita della cristianità, come presieduta non più da due autorità affiancate l'una all'altra - come era stato, pur con esiti alterni, lungo i secoli precedenti - ma da una sola autorità, quella papale, alla quale quella imperiale risulterà sempre più nettamente subordinata, nei secoli successivi, fino al tramonto del sistema medievale». In Xeres, 2003, pp. 77-79.
7. ↑  Graziano nel Decretum dice: «sola enim Romana ecclesia sua auctoritate valet iudicare de omnibus; de ea vero nulli iudicare permittitur» («solo la Chiesa romana può giudicare tutti con la propria autorità; ma a nessuno è permesso di giudicarla»). In Ascheri, 2000, p. 140.

### Bibliografiche
1. ↑  Blumenthal, 1990, p. 22.
2. ↑  Blumenthal, 1990, pp. 24, 63.
3. ↑  Frank, 2009, pp. 43-44.
4. ↑  Blumenthal, 1990, p. 55.
5. ↑  Blumenthal, 1990, p. 60.
6. ↑  Blumenthal, 1990, pp. 62-63.
7. ↑  Blumenthal, 1990, p. 64.
8. ↑  Blumenthal, 1990, pp. 68, 75.
9. 1 2  Blumenthal, 1990, p. 24.
10. ↑  Barbero e Frugoni, 2001, p. 177.
11. ↑  Barbero e Frugoni, 2001, p. 229.
12. ↑  Blumenthal, 1990, p. 23.
13. ↑  Blumenthal, 1990, pp. 100-102.
14. ↑  Blumenthal, 1990, p. 25.
15. ↑  Cantarella, 2005, p. 21.
16. ↑  Blumenthal, 1990, pp. 29-30.
17. ↑  Cantarella, 1993, pp. 13-27.
18. ↑  Cantarella, 2005, p. 25.
19. ↑  Barbero e Frugoni, 2001, p. 76.
20. ↑  Ascheri, 2007, pp. 82-83.
21. ↑  Montanari, 2006, pp. 135-136.
22. ↑  Barbero e Frugoni, 2001, pp. 76-77.
23. ↑  Blumenthal, 1990, pp. 31-32, 35.
24. ↑  Montanari, 2006, p. 136.
25. ↑  Blumenthal, 1990, p. 41.
26. ↑  D'Acunto, 2020, pp. 29-31.
27. ↑  Fliche, vol. I, pp. 92-95.
28. ↑  Blumenthal, 1990, p. 79.
29. ↑  Blumenthal, 1990, pp. 79-80.
30. ↑  Blumenthal, 1990, p. 82.
31. ↑  Blumenthal, 1990, pp. 82-83.
32. ↑  Blumenthal, 1990, p. 86.
33. ↑  Liber Pontificalis, p. 331, citato nell'Enciclopedia online dei Papi
34. ↑  Rendina, 2005, p. 367.
35. ↑  Rendina, 2005, p. 368.
36. 1 2  Blumenthal, 1990, p. 87.
37. 1 2  Rendina, 2005, p. 369.
38. ↑  Kelly, 1989, p. 390.
39. ↑  Blumenthal, 1990, p. 8.
40. ↑  Cantarella, 2005, p. 58.
41. 1 2 3  Montanari, 2006, p. 138.
42. ↑  Blumenthal, 1990, pp. 89, 106.
43. ↑  D'Acunto, 2020, p. 47.
44. ↑  Violante e Fried, 1993, pp. 100-101.
45. ↑  Blumenthal, 1990, p. 114.
46. ↑  Blumenthal, 1990, p. 106.
47. ↑  D'Acunto, 2020, p. 48.
48. ↑  Blumenthal, 1990, p. 108.
49. ↑  Blumenthal, 1990, pp. 106-107, 110.
50. ↑  Violante e Fried, 1993, pp. 101-102.
51. ↑  D'Acunto, 2020, pp. 66, 69.
52. ↑  Violante e Fried, 1993, p. 102.
53. ↑  Blumenthal, 1990, p. 99.
54. ↑  Blumenthal, 1990, p. 100.
55. ↑  Barbero e Frugoni, 2001, p. 212.
56. ↑  Violante e Fried, 1993, pp. 20-21.
57. ↑  Blumenthal, 1990, p. 104.
58. ↑  D'Acunto, 2020, p. 72.
59. ↑  Ascheri, 2007, p. 85.
60. ↑   Umberto di Silva Candida, cardinale, in Enciclopedia Italiana, Roma, Istituto dell'Enciclopedia Italiana.
61. ↑  Cantarella, 2005, p. 60.
62. ↑  Blumenthal, 1990, p. 120.
63. ↑   Vittore II, in Enciclopedia dei Papi, Roma, Istituto dell'Enciclopedia Italiana, 2000.
64. ↑  Blumenthal, 1990, p. 121.
65. 1 2  Blumenthal, 1990, p. 126.
66. 1 2 3  D'Acunto, 2020, p. 16.
67. ↑  Blumenthal, 1990, pp. 124-125.
68. ↑   Papa Stefano IX, in Dizionario biografico degli italiani, Roma, Istituto dell'Enciclopedia Italiana.
69. ↑   Stefano IX, in Enciclopedia dei Papi, Roma, Istituto dell'Enciclopedia Italiana, 2000.
70. ↑  Cantarella, 2005, p. 63.
71. 1 2   Niccolò II, in Enciclopedia dei Papi, Roma, Istituto dell'Enciclopedia Italiana, 2000.
72. ↑  D'Acunto, 2020, pp. 81-85.
73. ↑  Montanari, 2006, pp. 138-139.
74. ↑  D'Acunto, 2020, p. 81.
75. ↑  Padoa-Schioppa, 2007, p. 70.
76. ↑  D'Acunto, 2020, p. 69.
77. ↑  Blumenthal, 1990, pp. 121-122.
78. ↑  Cantarella, 2005, pp. 64-65.
79. ↑  Cantarella, 1993, pp. 188-189.
80. ↑  D'Acunto, 2020, pp. 57-58.
81. ↑  Violante e Fried, 1993, pp. 10-11.
82. ↑  D'Acunto, 2020, pp. 58-59.
83. ↑  D'Acunto, 2020, p. 60.
84. ↑  D'Acunto, 2020, p. 85.
85. ↑  Blumenthal, 1990, pp. 139-140.
86. ↑   ONORIO II, antipapa, in Dizionario biografico degli italiani, Roma, Istituto dell'Enciclopedia Italiana.
87. ↑  Cantarella, 2005, pp. 69-70.
88. 1 2  Montanari, 2006, p. 139.
89. ↑  D'Acunto, 2020, p. 86.
90. ↑  Kelly, 1989, pp. 410-411.
91. 1 2 3   Enrico IV imperatore, in Treccani.it – Enciclopedie on line, Roma, Istituto dell'Enciclopedia Italiana.
92. ↑  Cantarella, 2005, p. 70.
93. ↑  Blumenthal, 1990, pp. 127-128.
94. ↑   Gregorio VII, santo, in Enciclopedia dei Papi, Roma, Istituto dell'Enciclopedia Italiana, 2000.
95. ↑  Montanari, 2006, p. 140.
96. ↑  Salvatorelli, 1940, p. 89.
97. ↑  Cantarella, 2005, p. 144.
98. ↑  Rovan, 1994, p. 119.
99. ↑  Cantarella, 2005, pp. 147-148.
100. ↑  Mayeur et al., 1995, p. 121.
101. ↑  Cantarella, 2005, p. 11.
102. ↑  Cardini e Montesano, 2006, p. 195.
103. ↑  Violante e Fried, 1993, p. 100.
104. ↑  Barbero e Frugoni, 2001, pp. 212-213.
105. ↑  Violante e Fried, 1993, pp. 113-114.
106. ↑  Cantarella, 2005, pp. 167-169, 171-173.
107. ↑  Cantarella, 2005, pp. 280-283, 288-289.
108. ↑  Ascheri, 2007, pp. 83-85.
109. ↑  Padoa-Schioppa, 2007, pp. 72-75.
110. ↑   Vittore III, papa, in Enciclopedia Italiana, Roma, Istituto dell'Enciclopedia Italiana..
111. ↑  Blumenthal, 1990, p. 187.
112. ↑   Urbano II, beato, in Enciclopedia dei Papi, Roma, Istituto dell'Enciclopedia Italiana, 2000.
113. ↑  Blumenthal, 1990, pp. 187-188.
114. ↑  Blumenthal, 1990, pp. 191-193.
115. ↑  Blumenthal, 1990, p. 218.
116. ↑   Pasquale II, papa, in Dizionario biografico degli italiani, Roma, Istituto dell'Enciclopedia Italiana.
117. ↑  Mayeur et al., 1995.
118. ↑  Blumenthal, 1990, pp. 202-204.
119. ↑  Blumenthal, 1990, pp. 208-209.
120. ↑  Blumenthal, 1990, pp. 221-222.
121. ↑  Blumenthal, 1990, pp. 222-223.
122. 1 2 3  Montanari, 2006, p. 141.
123. ↑  Blumenthal, 1990, p. 225.
124. ↑  Blumenthal, 1990, p. 197.
125. ↑  Blumenthal, 1990, p. 198.
126. ↑  Blumenthal, 1990, pp. 196-197.
127. ↑  Blumenthal, 1990, p. 199.
128. ↑  Blumenthal, 1990, p. 200.
129. ↑  Blumenthal, 1990, pp. 201-203.
130. ↑  Blumenthal, 1990, p. 203.
131. ↑  Blumenthal, 1990, p. 204.
132. ↑  Blumenthal, 1990, p. 205.
133. ↑  Blumenthal, 1990, pp. 205-206.
134. ↑  Blumenthal, 1990, p. 206.
135. ↑  Blumenthal, 1990, pp. 206-207.
136. 1 2  Blumenthal, 1990, p. 207.
137. ↑  Blumenthal, 1990, p. 208.
138. ↑  Blumenthal, 1990, p. 209.
139. ↑  Blumenthal, 1990, p. 210.
140. 1 2 3   Pataria e patarini, in Enciclopedia Italiana, Roma, Istituto dell'Enciclopedia Italiana.
141. ↑  Kowal, 1997, pp. 76-78.
142. ↑  Ascheri, 2000, pp. 139-143.
143. ↑  Musselli, 2007, pp. 36-37, 40-42.
144. 1 2 3 4  Padoa-Schioppa, 2007, p. 72.
145. ↑  Verger, 1997, pp. 52-53.
146. ↑  Montanari, 2006, pp. 138-140.
147. ↑  Verger, 1997, pp. 54-55.
148. ↑  Verger, 1997, p. 56.
149. ↑  D'Acunto, 2020, pp. 12, 76.
150. ↑  Padoa-Schioppa, 2007, p. 74.
151. ↑  D'Acunto, 2020, pp. 11-14.
152. ↑  Capitani, 1965, pp. 458-481.